# Église Notre-Dame de Termonde
L'église Notre-Dame (Onze-Lieve-Vrouwekerk en néerlandais) est une église de style gothique et néogothique située sur le territoire de la ville belge de Termonde, dans la province de Flandre-Orientale.
L'église a connu une histoire complexe : l'église romane d'origine a été remplacée au XIIIe et XIVe siècles par une église gothique en forme de croix latine qui a ensuite connu des modifications nombreuses jusqu'en 1911.
Cette église paroissiale est appelée église collégiale parce qu'elle a possédé un chapitre de chanoines.

## Localisation
L'église Notre-Dame n'est pas vraiment au cœur de la ville : elle se situe au nord-ouest du centre-ville de Termonde, à environ 200 m de la Grand-Place, de la Halle aux viandes (Vleeshuis) et l'Hôtel de ville.
Elle se dresse au no 1 de la place de l'Église Notre-Dame (Onze-Lieve-Vrouwkerkplein), face à la rue du Chapitre (Kapittelstraat) et le long de la rue de l'Église (Kerkstraat).

## Historique

### Construction

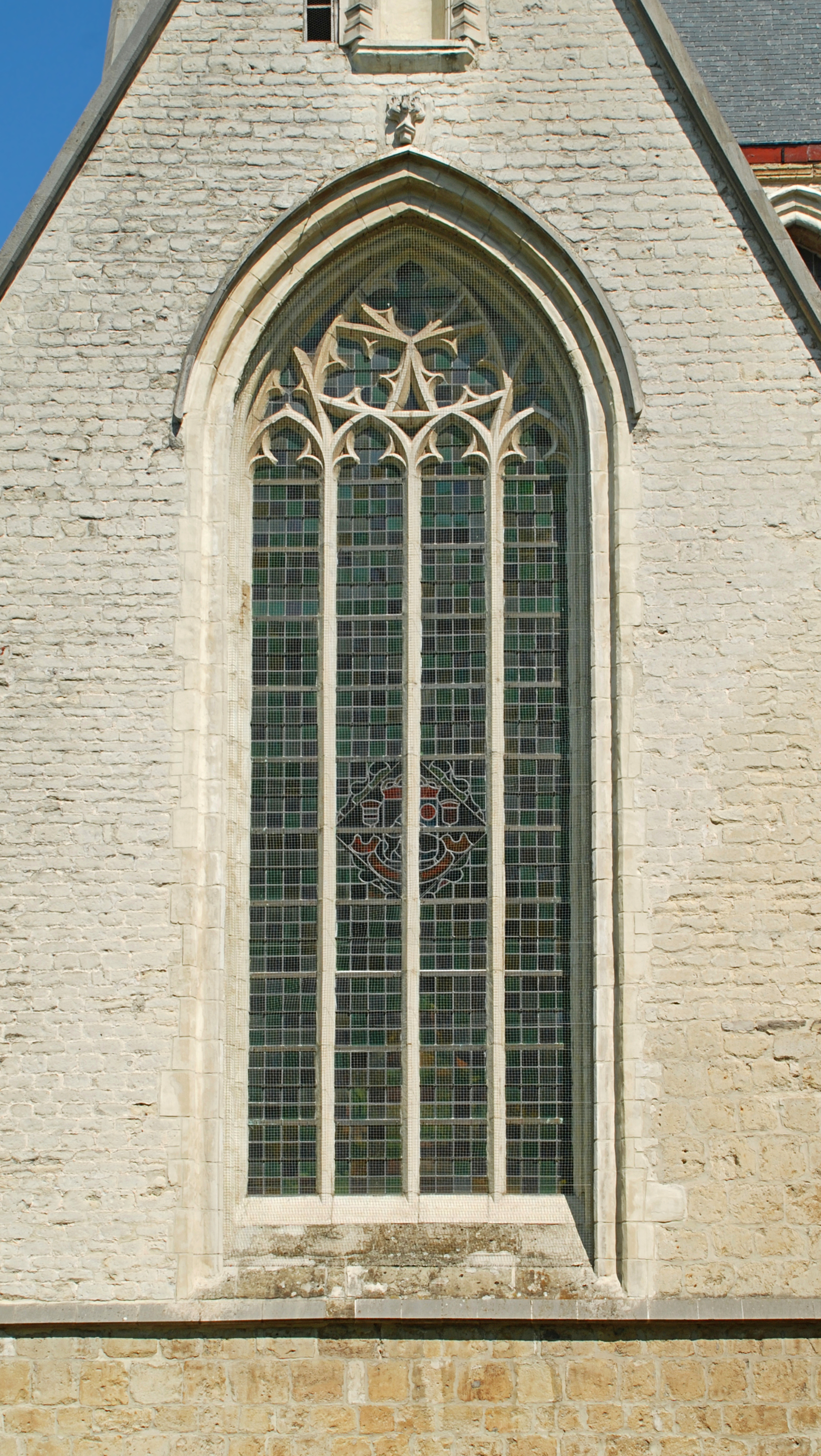
Fenêtre ogivale de la première chapelle latérale.

Une église est fondée à cet endroit au milieu du XIe siècle par l'abbaye Saint-Bavon de Gand et un chapitre de chanoines s'y installe en 1106, : il y restera jusqu'en 1798,.
Une église romane est construite au XIe siècle, probablement par le seigneur de Termonde Ringoot II, dans ce quartier nord-ouest de la ville.
Mais la ville de Termonde connait une grande prospérité au XIIIe siècle si bien que la population s'agrandit fortement et que la vieille église devient trop petite durant la seconde moitié du XIIIe siècle.
Le chœur de style roman est détruit et remplacé durant la seconde moitié du XIIIe siècle par un chœur rectangulaire à trois nefs de style gothique primitif,. La nef et la sacristie sont construites durant la première moitié du XIVe siècle.
L'église est endommagée en 1379-1380 lors du siège de la ville par les Gantois,.
D'importants travaux d'agrandissement et de rénovation ont lieu au XVe siècle : la tour octogonale et le transept sont érigés entre 1404 et 1466, donnant ainsi à l'église la forme d'une croix latine,.
Enfin, une abside baroque polygonale, consacrée au Saint-Sacrement, est ajoutée en 1690-1700 dans l'axe du chœur plat,,.
Au cours du XIXe siècle, de nombreux travaux de réparation sont effectués, notamment à la sacristie, à la tour et aux toitures,. Des transformations de style néo-gothique ont lieu à partir du milieu du XIXe siècle, dont on retiendra surtout la création d'un nouveau portail occidental par l'architecte B. Cnops en 1853.
Dans les années 1830, Adolphe Quetelet y installa une de ses méridiennes afin de préciser le temps à la suite de l'arrivée du chemin de fer à Termonde.
En 1911, la tour est dotée d'une flèche en bois mais celle-ci s'effondre en 1940 lors d'une tempête nocturne et n'est pas remplacée,,,.

### Restaurations
Une première campagne de restauration a été réalisée en 1904-1912 selon les plans des architectes gantois Henri et Valentin Vaerwyck et de l'architecte Alexis Sterck,.
Entre 1975 et 1995, l'église subit trois campagnes de restauration successives sous la direction de l'ingénieur-architecte Octaaf Van Severen,.

## Classement
L'église est classé monument historique depuis le 6 janvier 1943 et figure à l'Inventaire du patrimoine immobilier de la Région flamande sous la référence 48249.

## Architecture

### Architecture extérieure

#### Façade occidentale
À l'ouest, l'église présente une façade tripartite fortement asymétrique dominée par une travée centrale dotée d'un très haut pignon et flanquée de deux contreforts composés de niveaux successifs en retrait.
La travée centrale est percée au rez-de-chaussée par le portail néo-gothique réalisé en 1853, dont les piédroits moulurés portent un arc ogival à triple voussure surmonté d'un fleuron. Ce portail intègre une porte à arc en anse de panier et un vaste tympan orné d'une niche ogivale flanquée de pinacles qui abrite une statue de la Vierge à l'Enfant. Cette statue peinte en blanc est une copie réalisée en 1954 par J. De Decker de la statue originale en grès sculptée en 1622 par Antoine Faydherbe de Malines. La haute fenêtre qui orne la partie centrale de la façade est murée à l'intérieur depuis 1858.
Cette travée centrale est flanquée, à gauche, du mur sous appentis du collatéral gauche et, à droite, de la première chapelle transversale sud, perpendiculaire à la nef.
Cette forte asymétrie de la façade s'explique par l'asymétrie du plan de l'église qui combine un collatéral nord presque aussi large que la nef centrale et un collatéral sud plus étroit car flanqué de trois imposantes chapelles latérales.
La façade du collatéral gauche est percée d'une haute fenêtre ogivale à encadrement mouluré comportant quatre lancettes et un remplage orné d'arcs trilobés, tandis que la baie qui orne le collatéral droit présente un encadrement chanfreiné et un remplage orné de quatre-feuilles (quadrilobes). Le collatéral droit montre les traces d'une fenêtre ogivale murée.
Les murs des collatéraux gauche et droit sont soutenus aux extrémités par de puissants contreforts. 

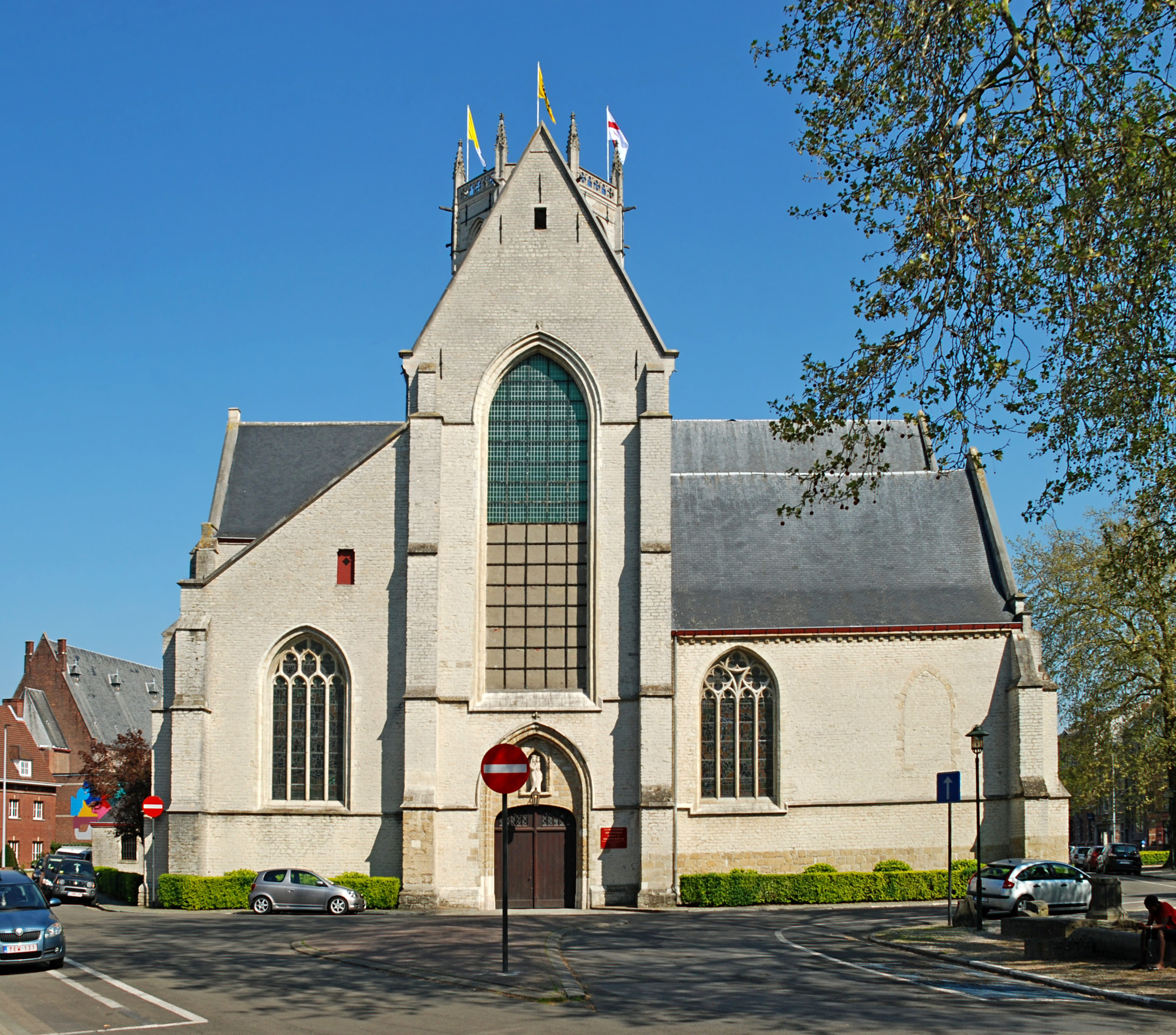
La façade occidentale.
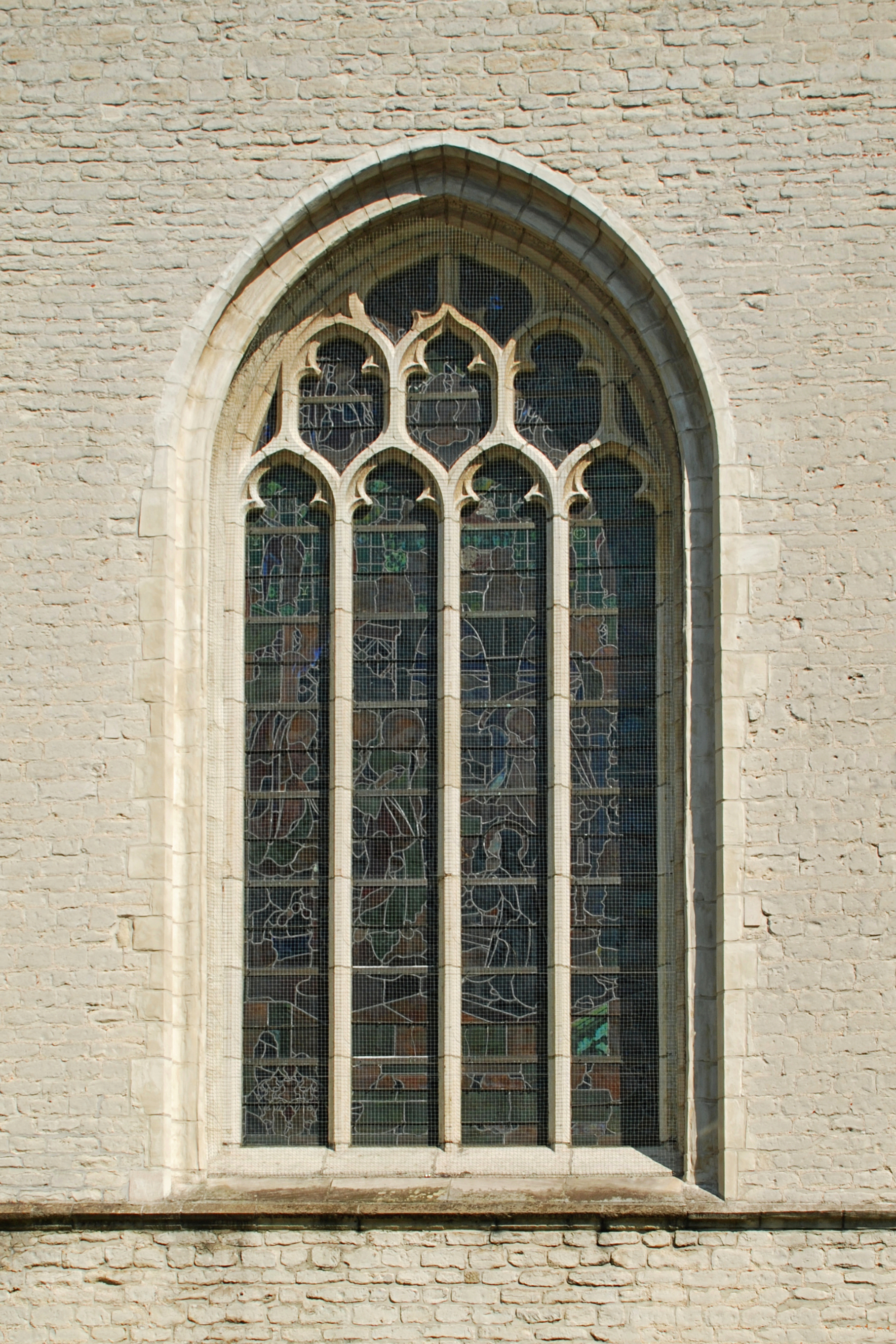
Fenêtre ogivale.
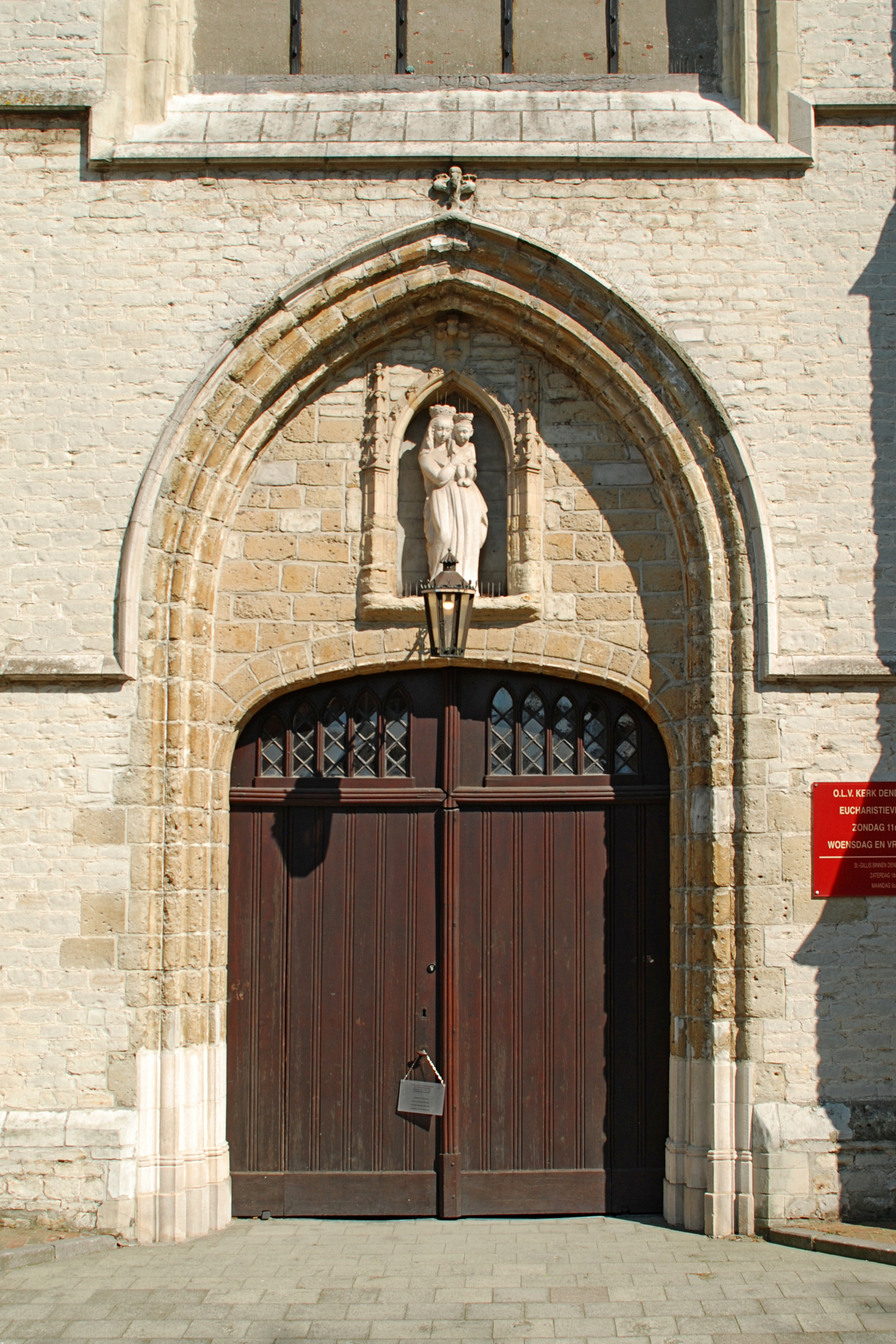
Le portail occidental (1853).
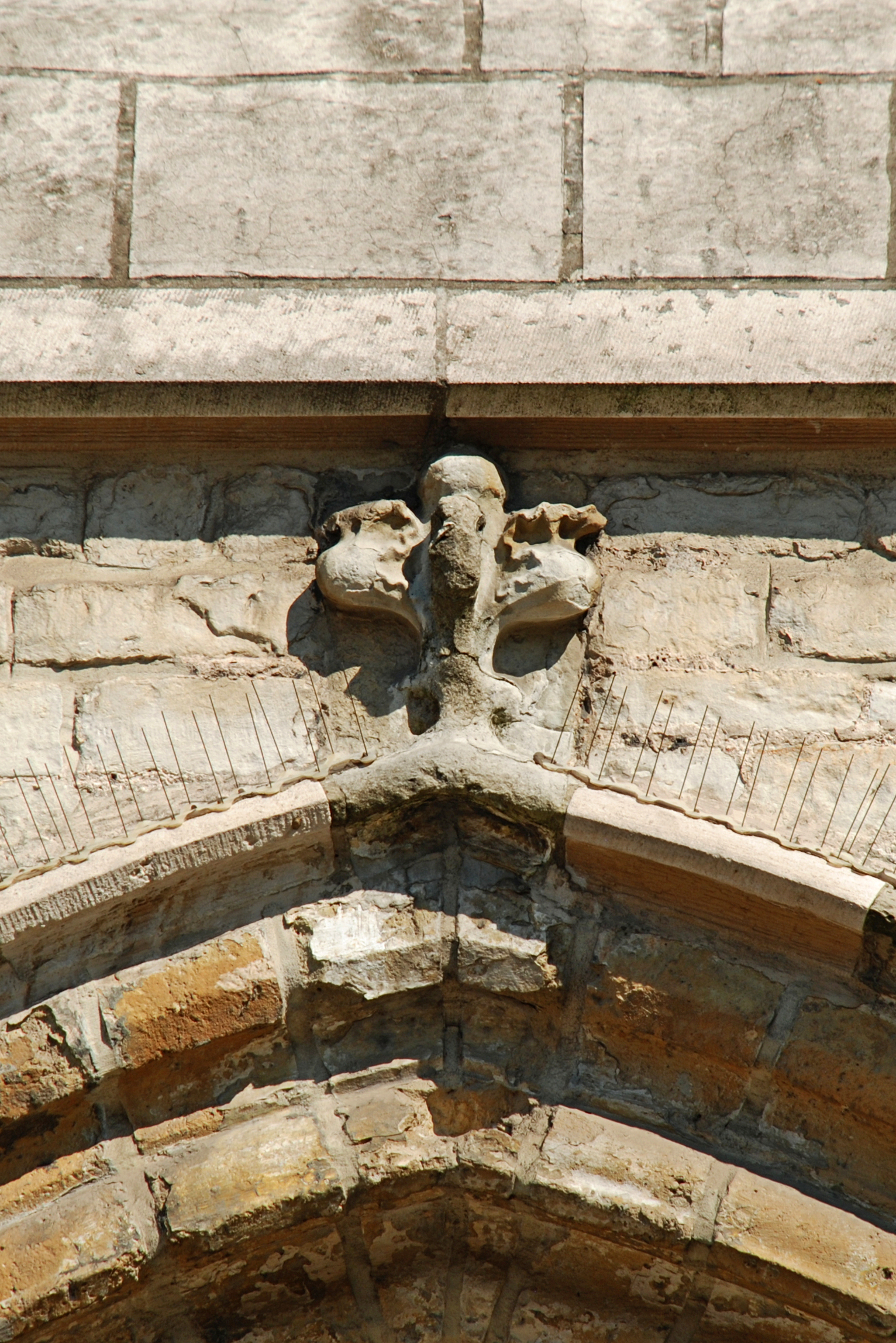
Fleuron du portail.

#### Façade méridionale
La façade méridionale présente à gauche, séparées par de puissants contreforts, trois chapelles latérales percées chacune d'une haute fenêtre ogival comportant quatre lancettes et un remplage aux motifs variés surmontée d'un fleuron. Au-dessus de chaque fenêtre prend place une petite niche ogivale à remplage flanquée de pinacles et surmontée à son tour d'un petit fleuron.
Vient ensuite, au centre, le bras méridional du transept, très haut et soutenu par de puissants contreforts. Celui-ci est percé au rez-de-chaussée d'un portail néo-gothique dont les piédroits constitués de fines colonnettes portent un arc en anse de panier à archivolte moulurée, surmontée d'un larmier sommé d'un fleuron, et orné à son extrémité gauche d'une petite tête de femme et à son extrémité gauche d'une petite tête d'homme. Ce portail est surmonté d'une haute fenêtre ogivale à encadrement mouluré comportant cinq lancettes et un remplage orné de trilobes. Plus haut, le pignon du transept est percé d'une lucarne d'accès ogivale à porte de bois peinte en rouge. Une niche ogivale abritant une statue de la Vierge à l'Enfant orne le contrefort gauche du transept.
La croisée du transept est surmontée par une tour octogonale de deux niveaux. Le premier niveau de la tour est aveugle tandis que le deuxième niveau est percé de sept baies campanaires ogivales à abat-sons, la huitième étant obturée par une tourelle d'escalier hexagonale. La tour se termine par une balustrade ajourée ornée de motifs de quatre-feuilles (quadrilobes), rythmé aux angles par des pinacles.
La façade méridionale est ensuite dénaturée par le mur en briques rouges d'un débarras d'époque moderne, qui masque le chœur sud (chœur Saint-Quentin), avant de se terminer, à droite, par la sacristie.

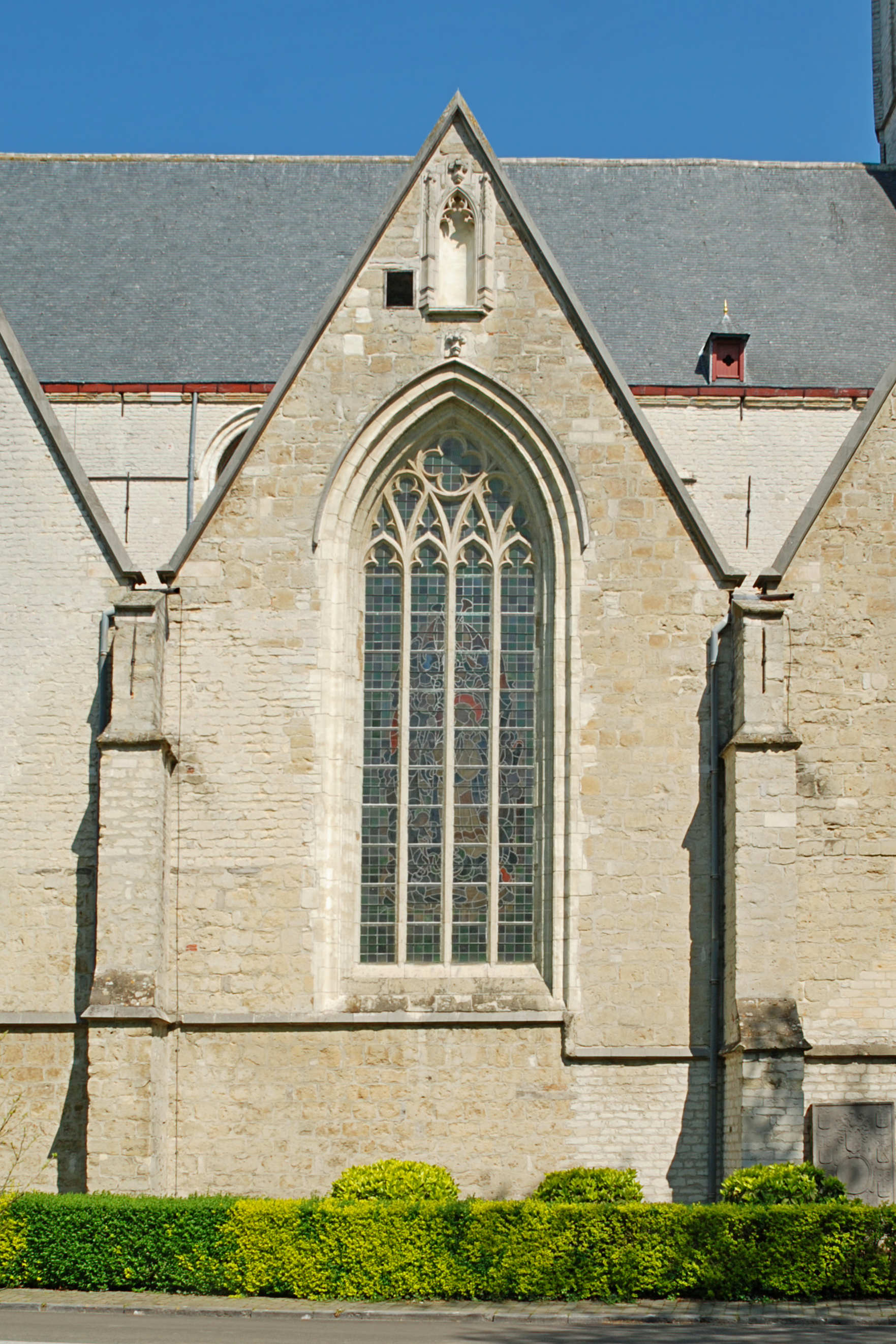
Deuxième chapelle latérale.
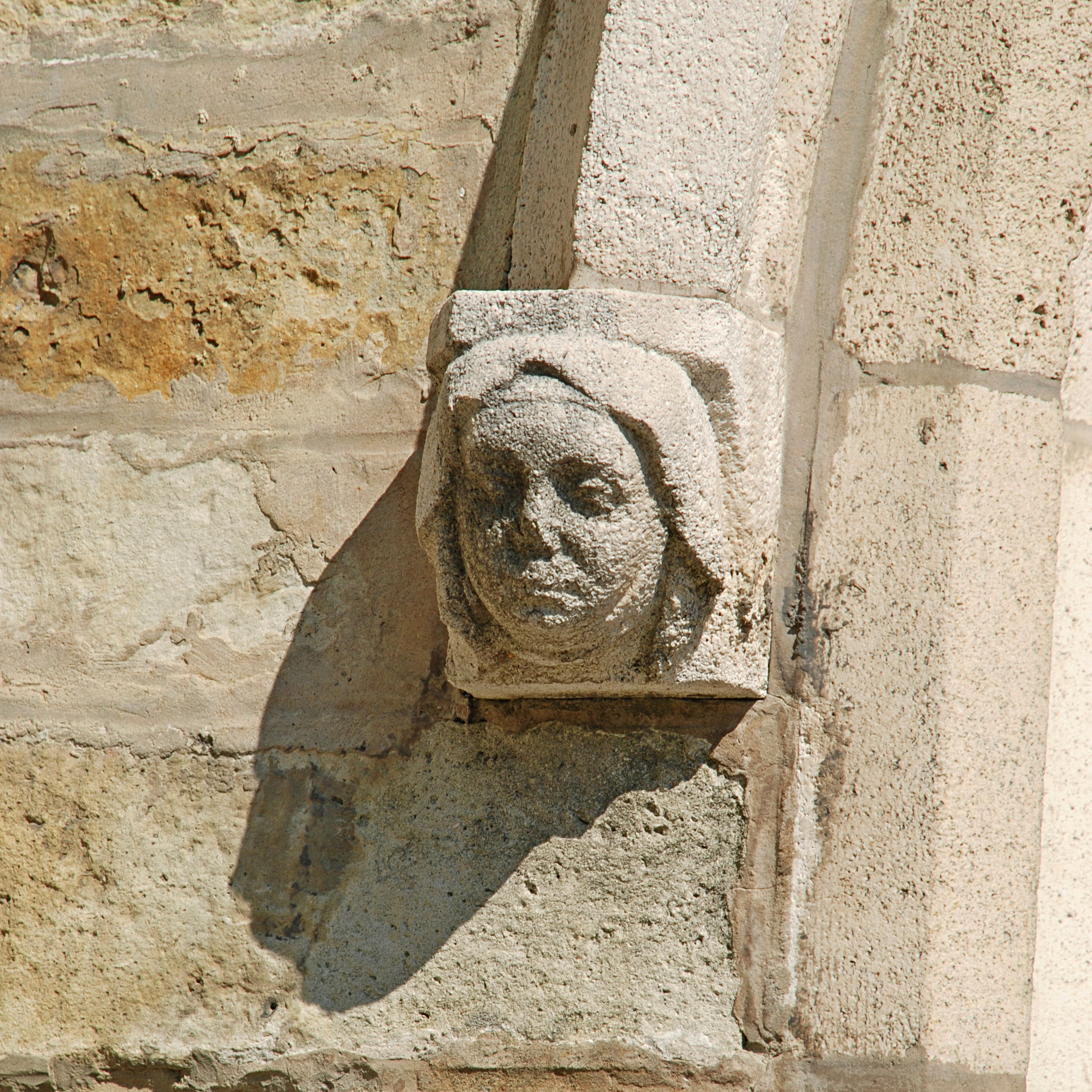
Tête de femme.
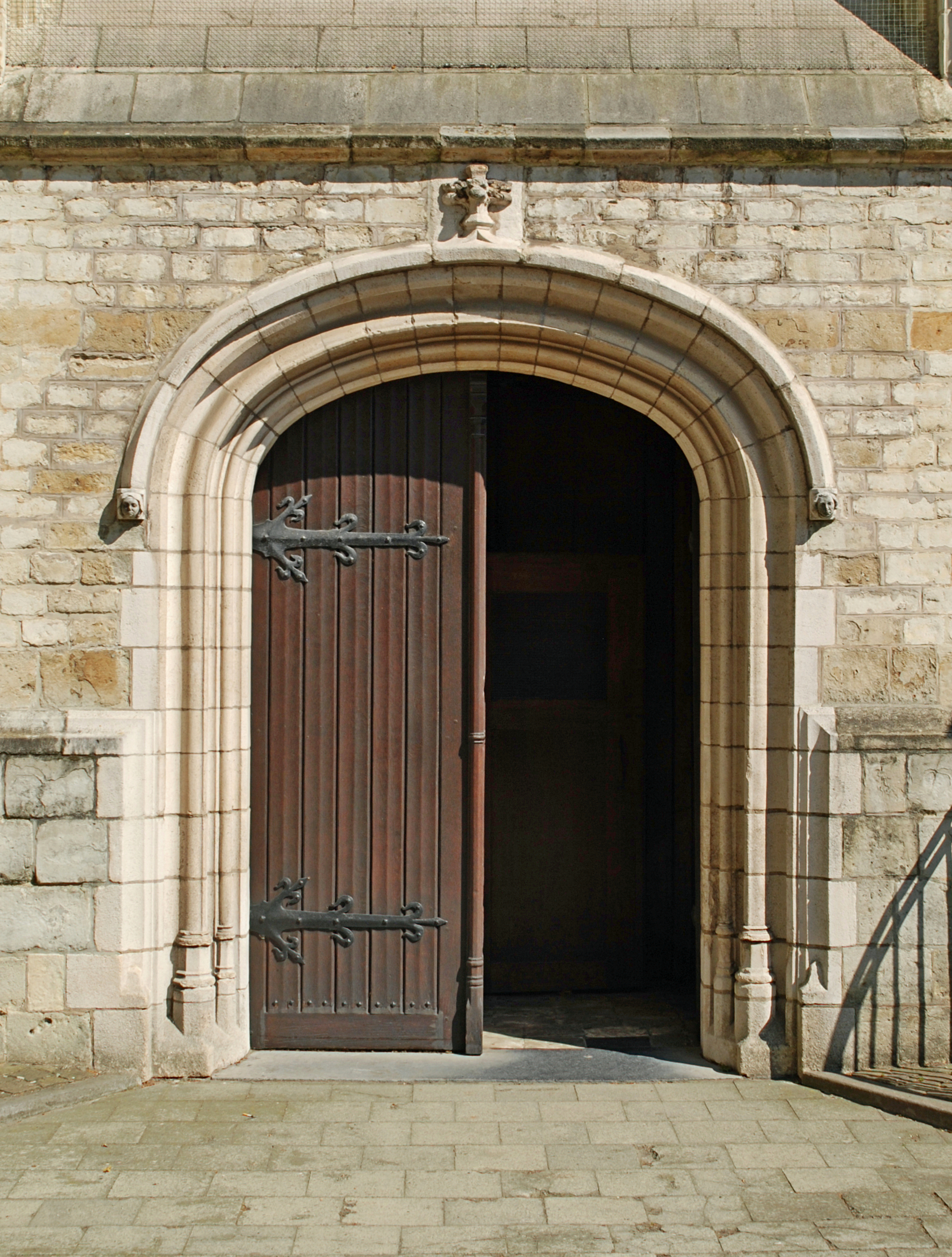
Portail du transept.
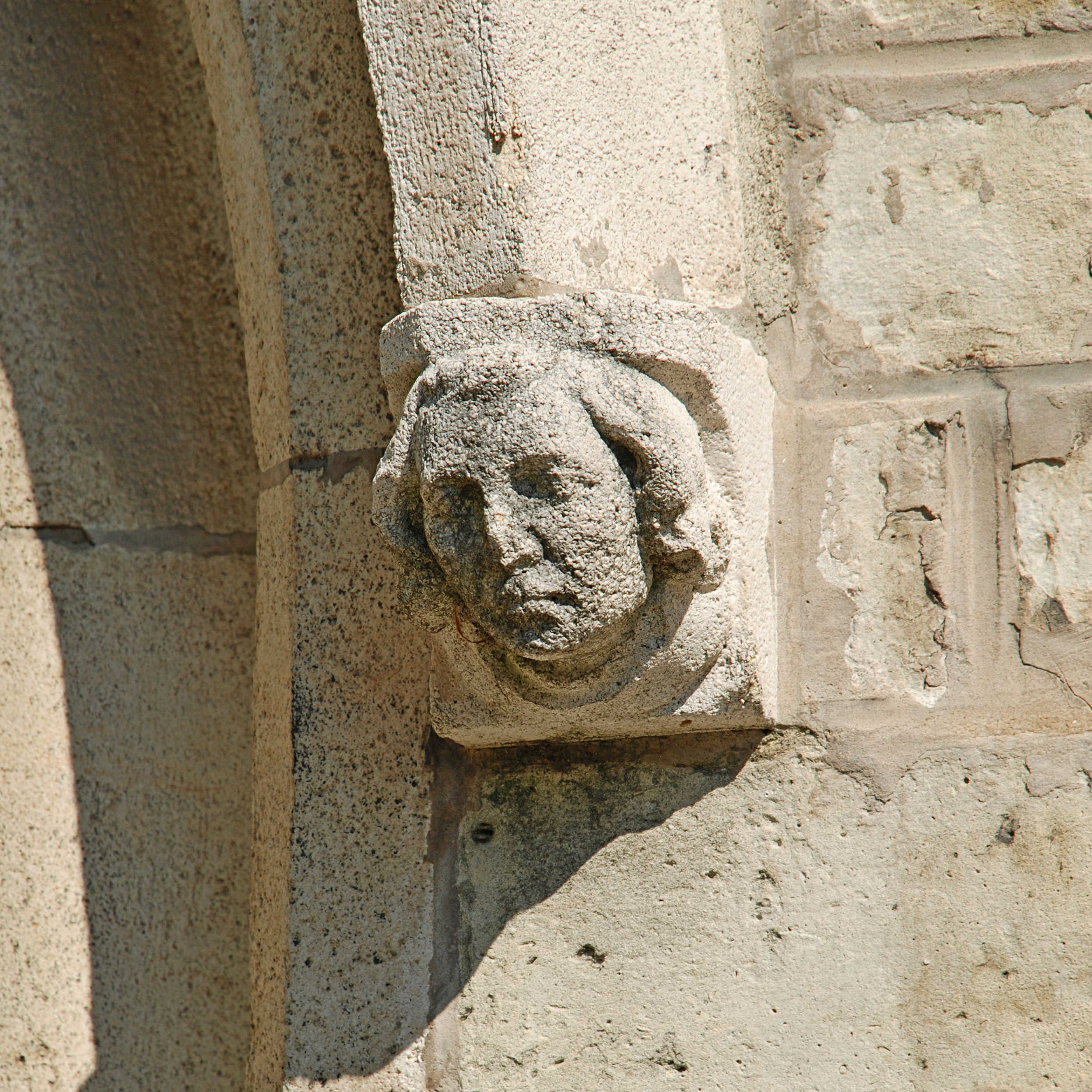
Tête d'homme.
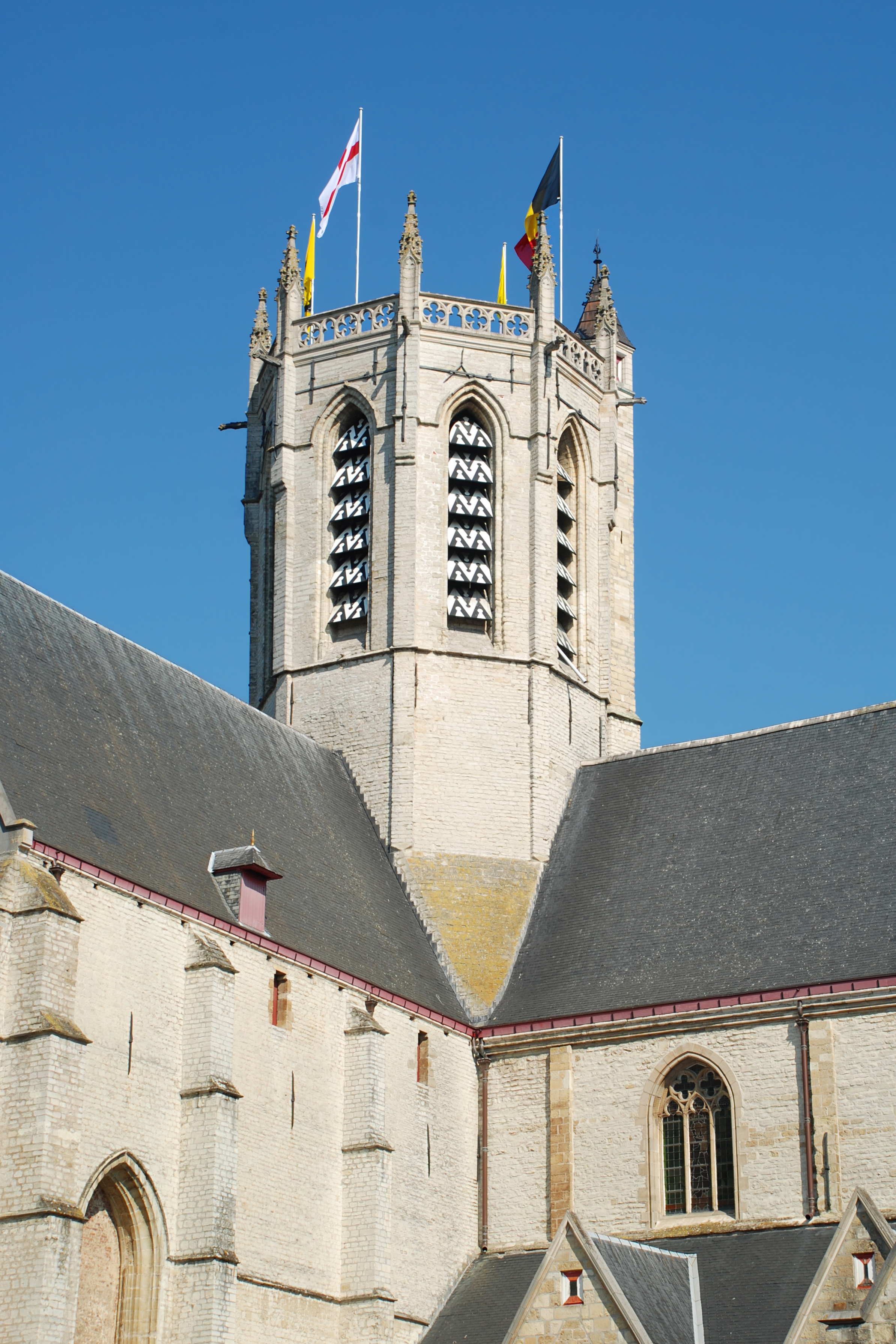
Tour octogonale.
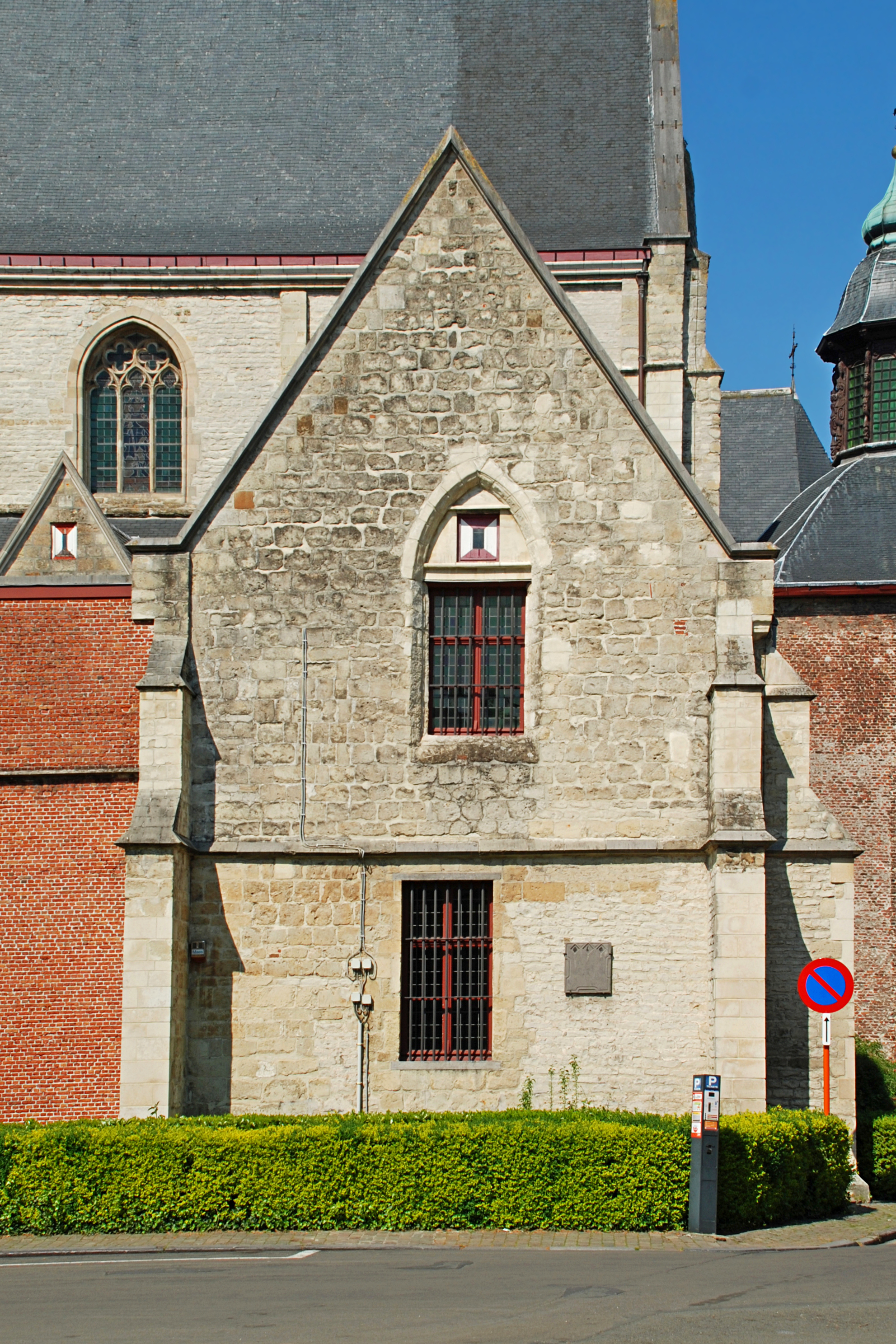
Sacristie.

#### Chevet
À l'est, l'église se termine par le vaste chœur gothique rectangulaire, prolongé par une abside baroque polygonale, consacrée au Saint-Sacrement, ajoutée en 1690-1700 dans l'axe,,.
Reposant sur un soubassement de moellons, l'abside est composée de pans séparés par des pilastres toscans, qui soutiennent un entablement orné de triglyphes à motifs de gouttes (petits pendentifs typiques de l'architecture classique).
Chaque pan est percé d'une fenêtre baroque cintrée dont l'encadrement mouluré à crossettes est surmonté par un puissant larmier interrompu par un cartouche portant les armoiries de la ville et une riche ornementation incluant des angelots et des guirlandes de fruits.
La fenêtre axiale est murée et porte une statue de la Vierge à l'Enfant, logée dans une niche rectangulaire à crossettes en pierre bleue sous un fronton triangulaire.
La corniche en forte saillie est surmontée d'un toit d'ardoise en forme de cloche, surmonté par une lanterne en bois à dix pans coiffée d'un toit en forme de cloche et d'oignon surmonté d'une croix en fer forgé.
L'abside présente au sud un pan de mur inachevé, en briques, qui avait été élevé en attente d'une prolongation du chœur sud (l'église possède en fait trois chœurs : le chœur gothique central, le chœur nord ou chœur Notre-Dame et le chœur sud ou chœur Saint-Quentin).

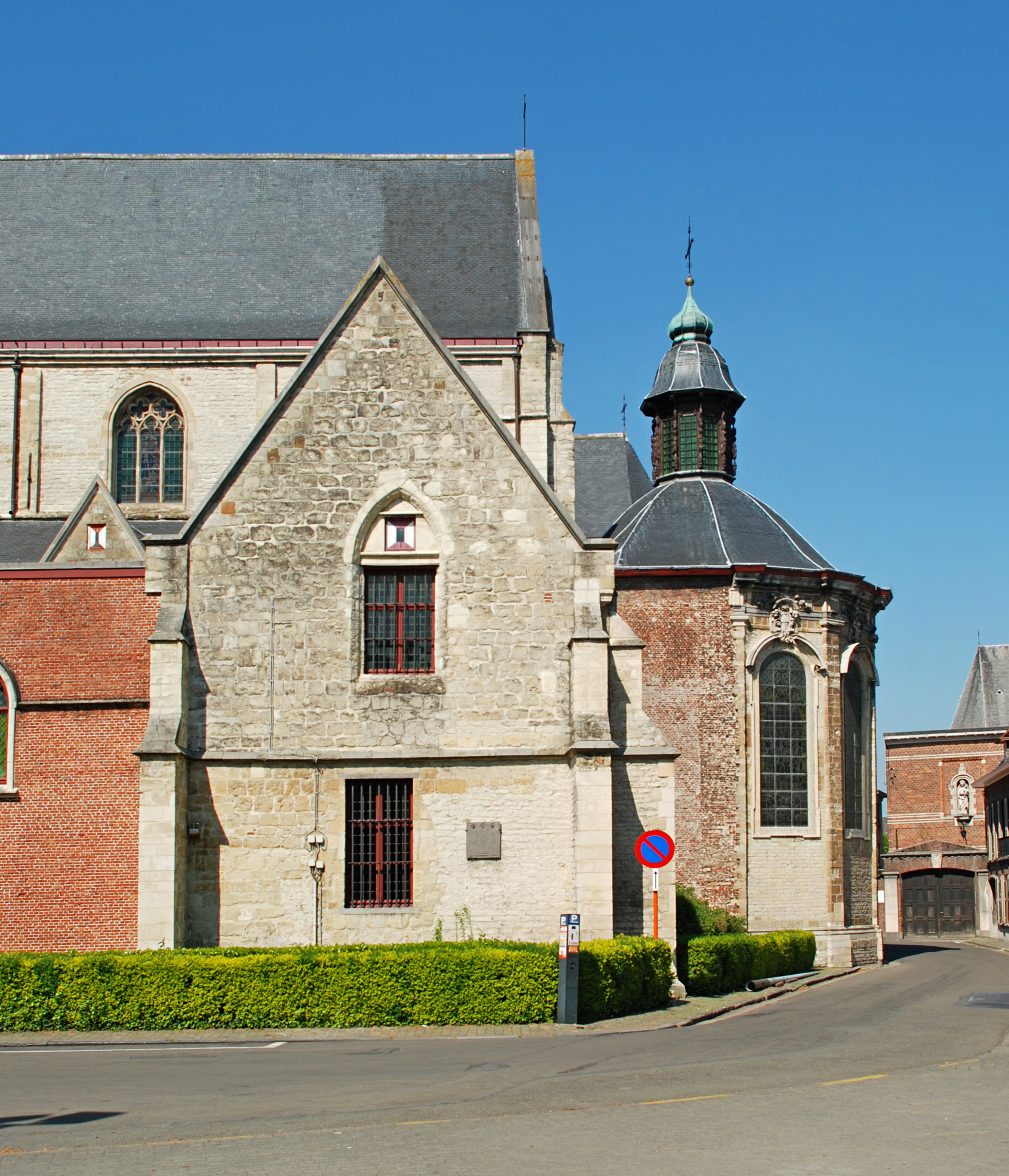
La sacritie et le chevet.
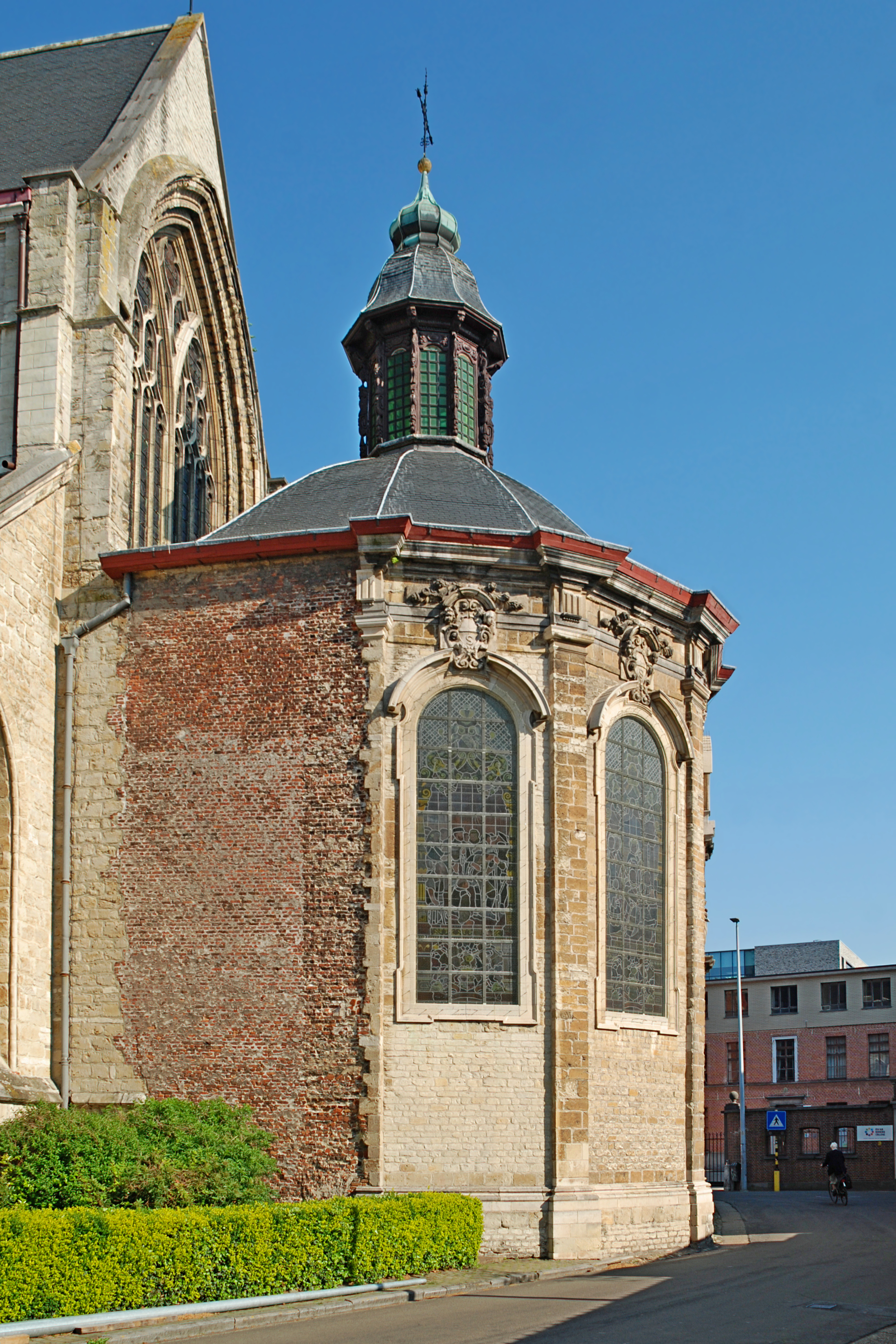
L'abside baroque polygonale.
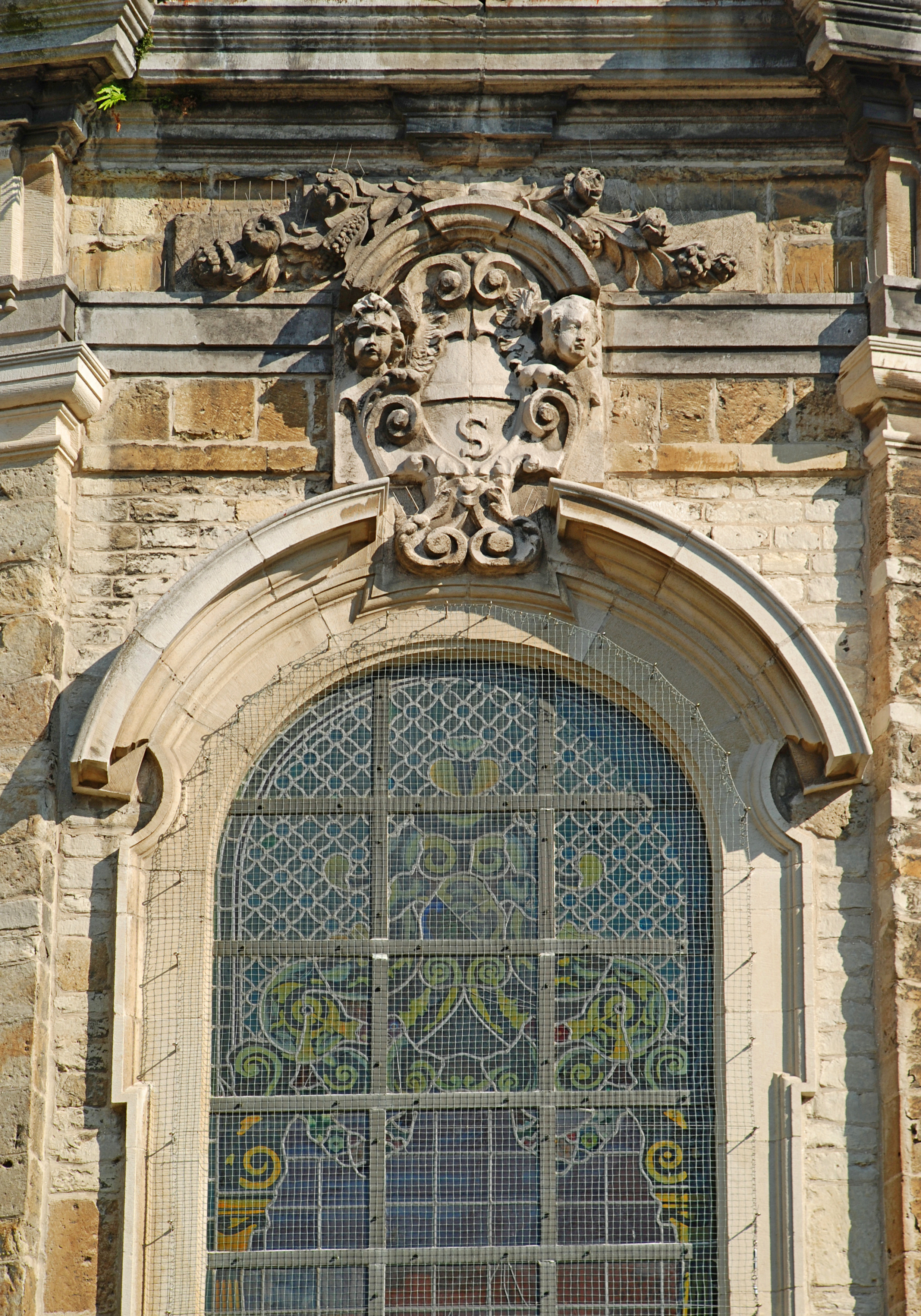
Ornement de baie.
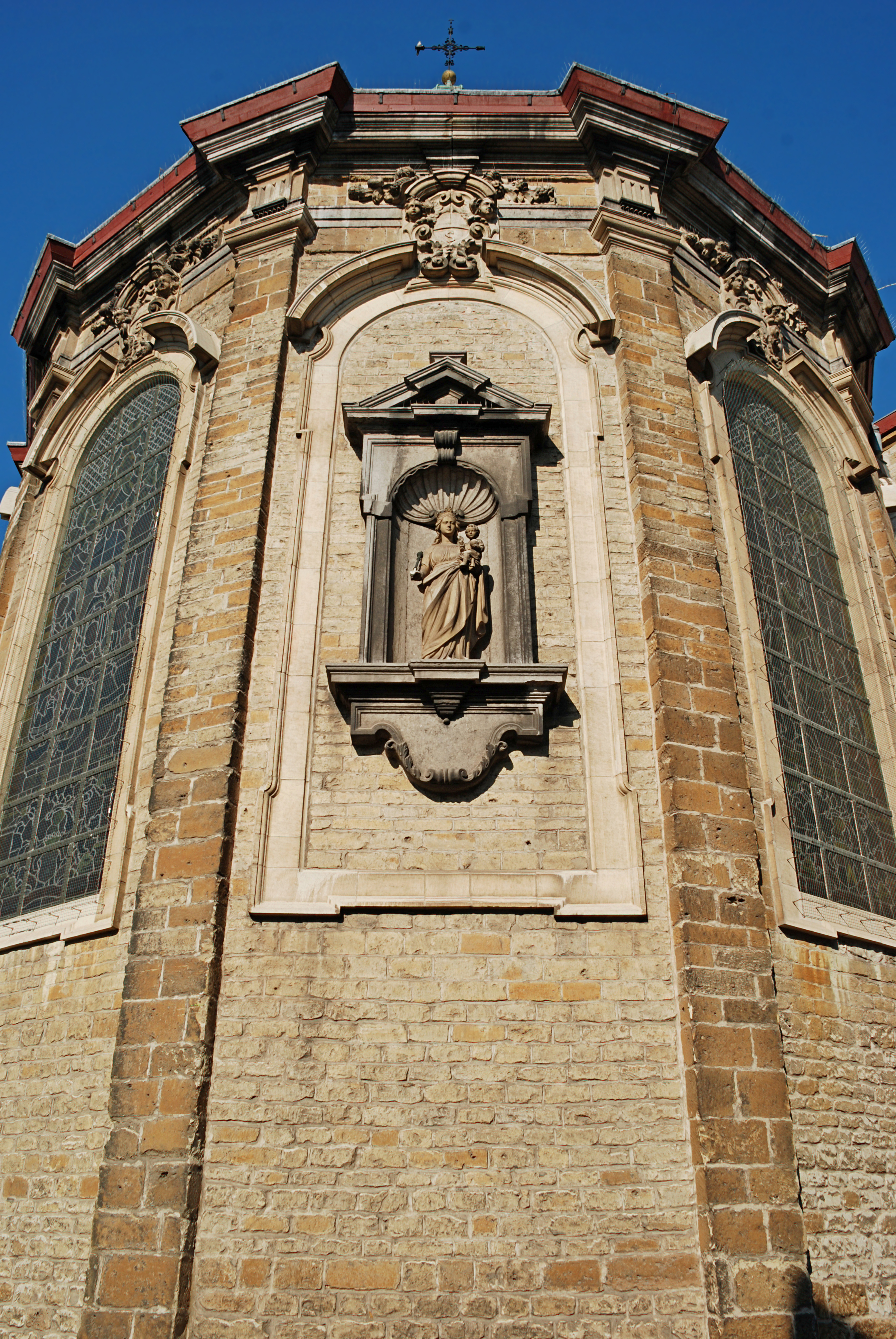
L'abside vue en contre-plongée.

### Architecture intérieure

#### Plan
L'intérieur de l'église, édifiée en grès, présente un plan basilical avec transept, avec un vestibule surmonté de l'orgue à l'ouest, une nef de trois travées, deux collatéraux et trois chœurs, le chœur principal étant prolongé par une chapelle axiale.

#### Nef
La nef centrale, longue de trois travées seulement, est séparée des collatéraux par des colonnes rondes courtes et épaisses à base octogonale, qui portent les arcades ogivales transversales.
Elle est couverte d'une voûte d'arêtes entre arcs-doubleaux retombant sur des culots. Cette voûte est constituée de voûtains plâtrés séparés par de fines nervures en grès.
À l'ouest, le fond de la nef est occupé par un vestibule caché aujourd'hui par un jubé qui clôturait le chœur jusqu'en 1858. Ce jubé comporte quatre colonnes de marbre rouge surmontées de chapiteaux ioniques qui portent les statues des quatre évangélistes et une balustrade en marbre noir et rouge aux balustres de marbre blanc. Ce vestibule porte l'orgue réalisé par Pieter Van Peteghem, de Gand.

La nef
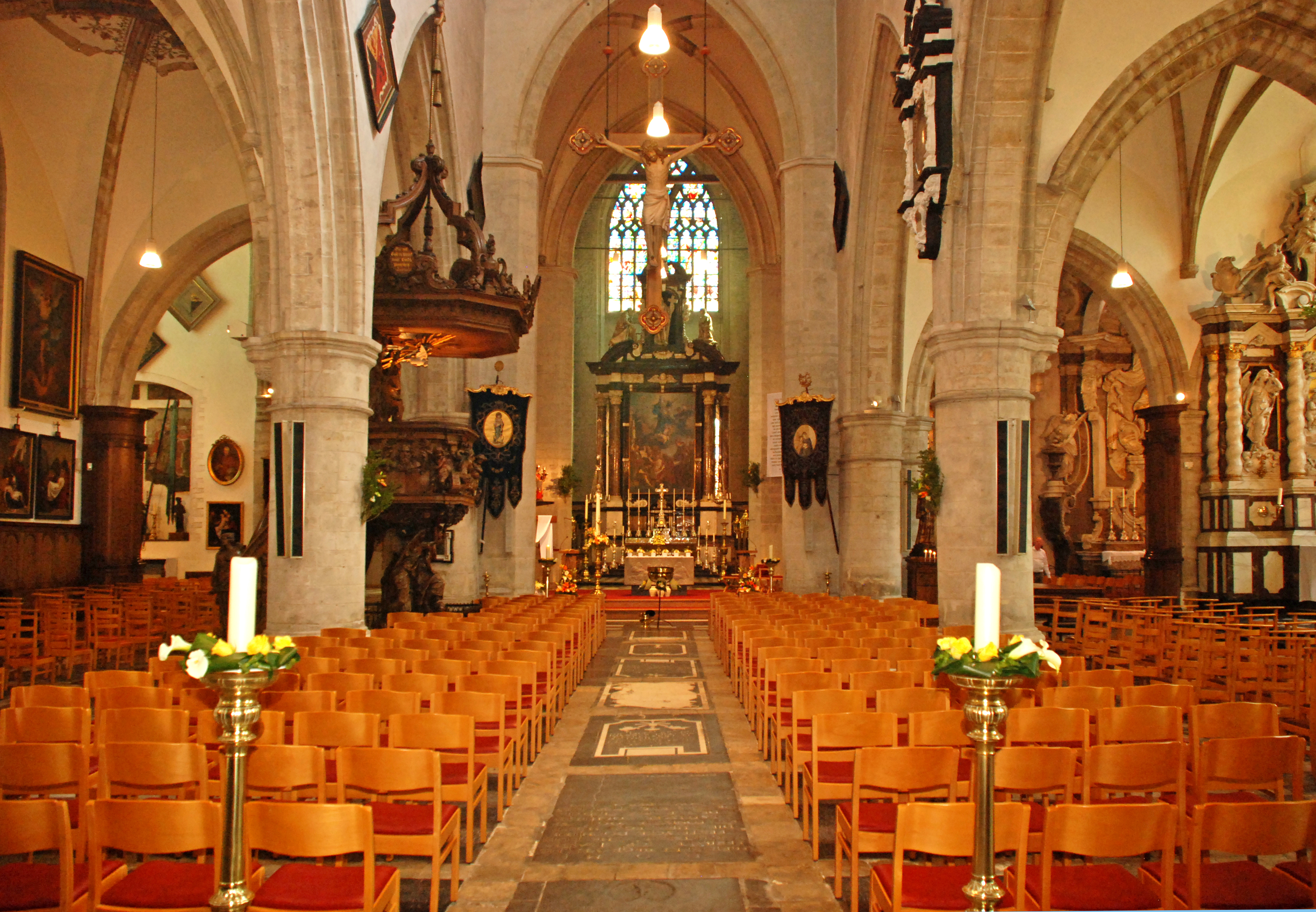
La nef.
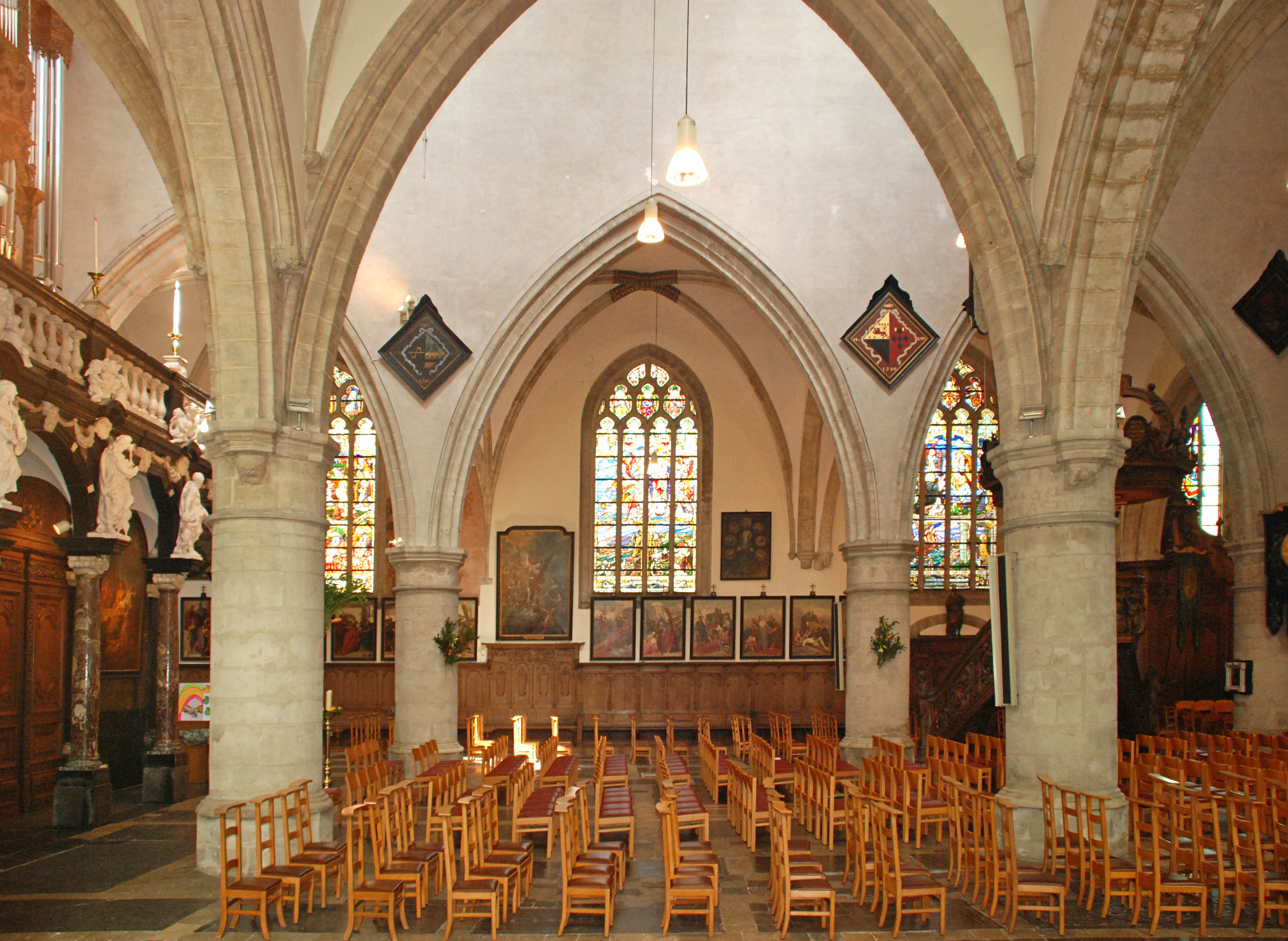
Vue transversale sur la travée occidentale.
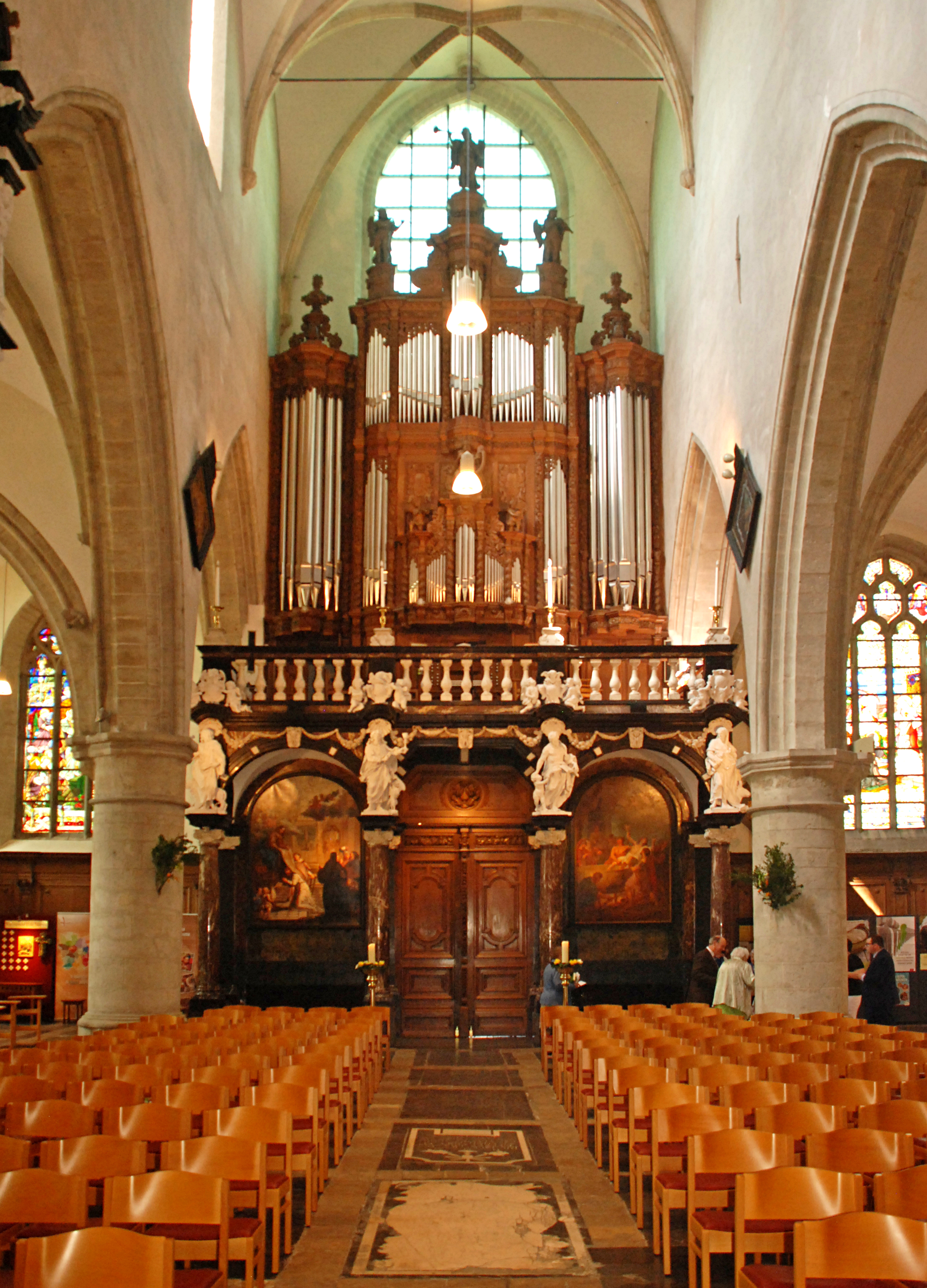
Le fond de la nef, le jubé et l'orgue.
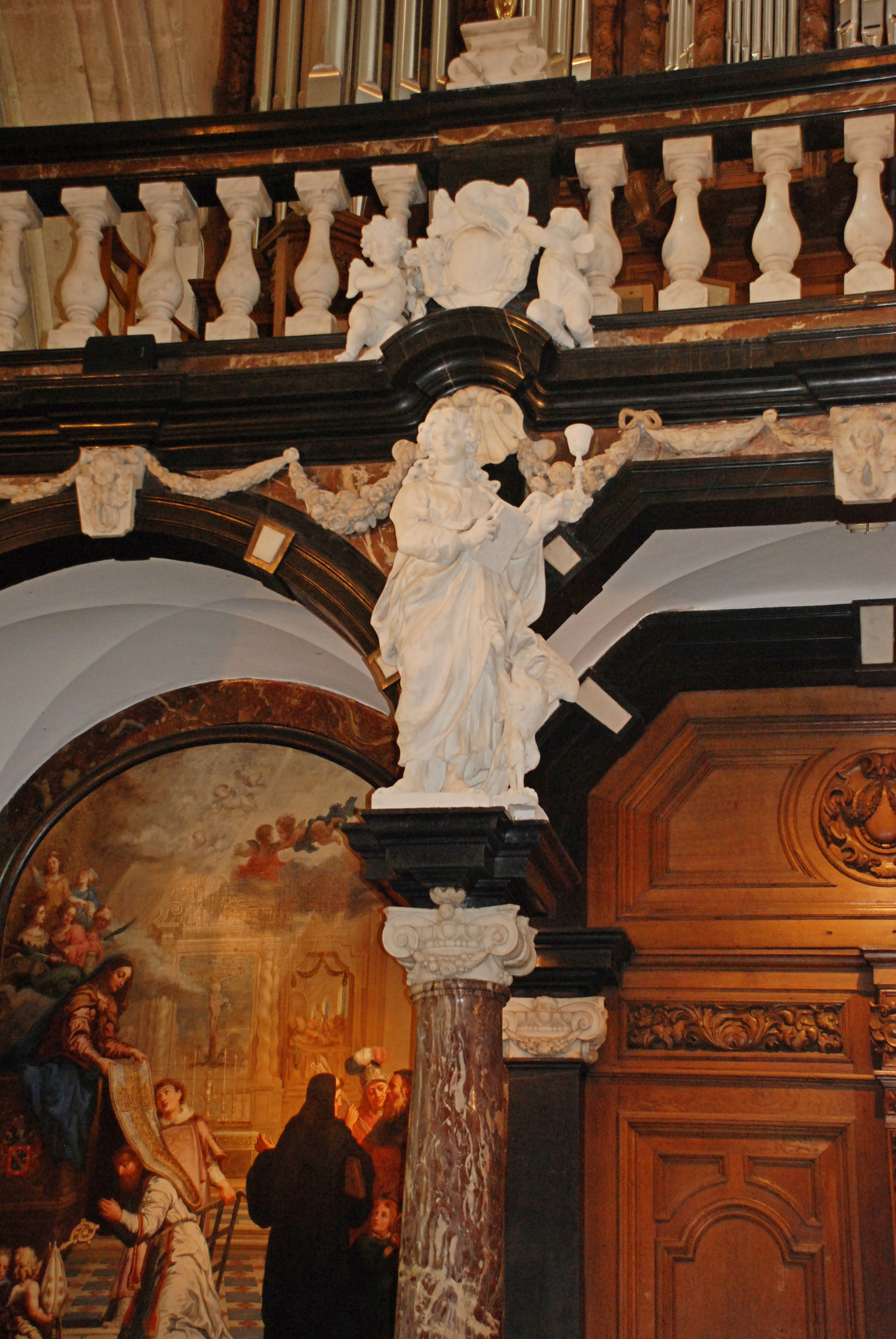
Statue de saint Jean ornant le jubé.

#### Chœurs
L'église, très vaste, comporte trois chœurs à l'est.
Le chœur principal compte trois travées délimitées par des colonnes rondes à base octogonale, qui portent les arcades ogivales transversales. Ce chœur était jadis réservé aux chanoines et aux membres du chapitre. La première travée est ornée de lambris et les deux suivantes sont délimitées par une clôture de chœur en marbre noir et polychrome achetée en occasion en 1652 à Anvers et montée ici en 1682.
Le chœur principal est flanqué de deux chœurs latéraux : le chœur Notre-Dame ( Onze-Lieve-Vrouwekoor) au nord (qui compte deux nefs), et le chœur Saint-Quentin (Sint-Kwintenskoor) au sud.

Les trois chœurs
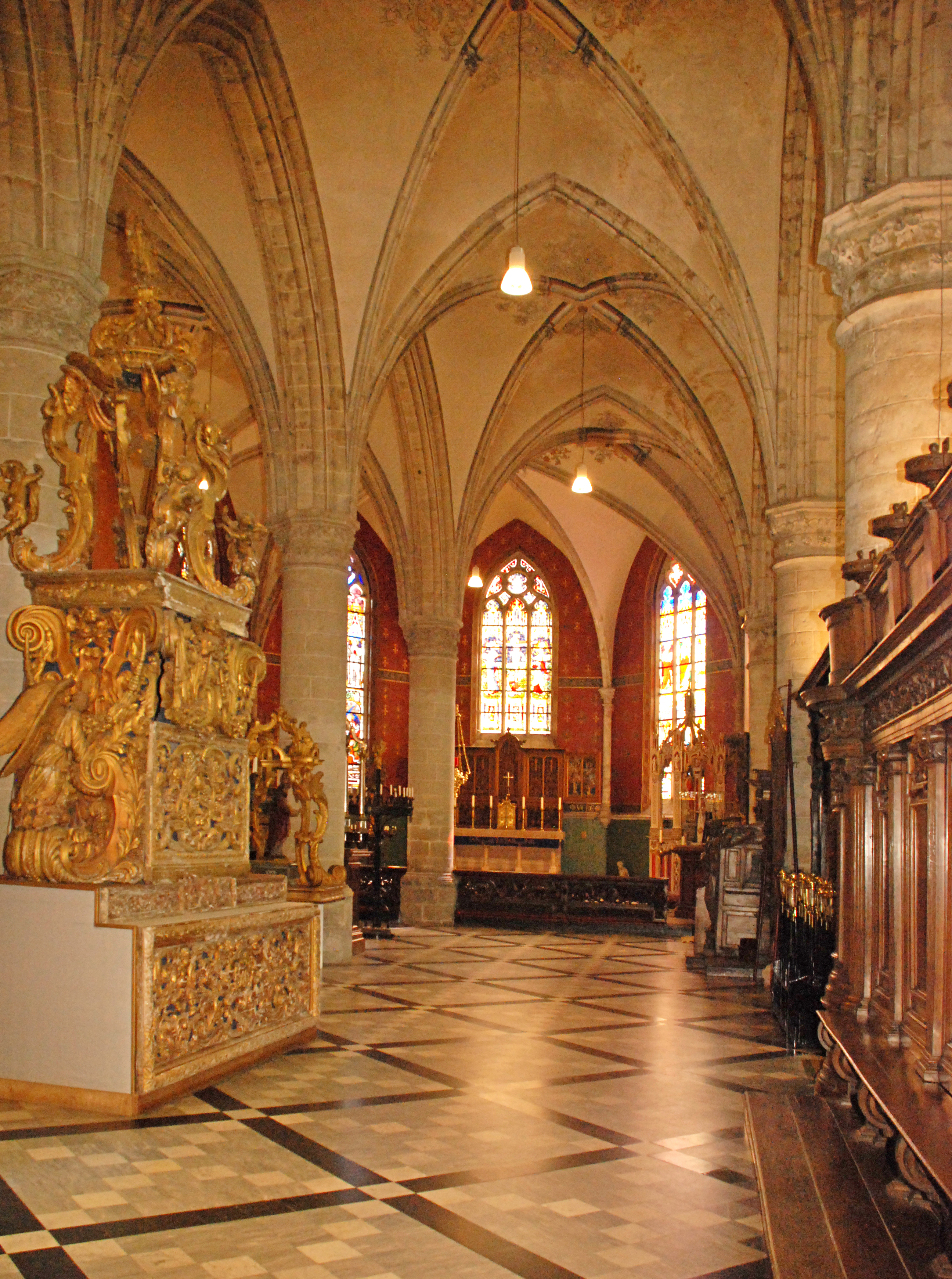
Le chœur nord (chœur Notre-Dame).
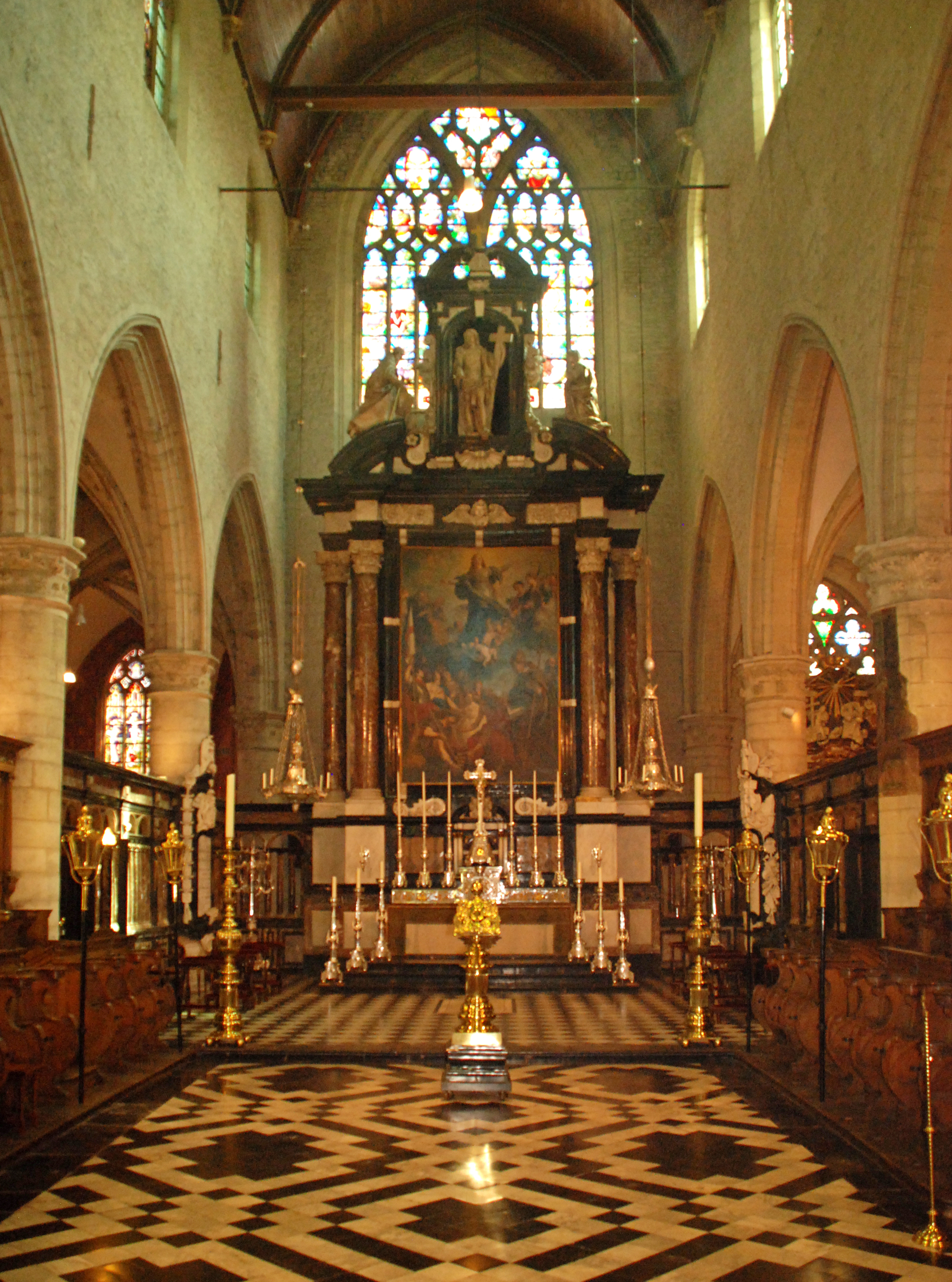
Le chœur principal.
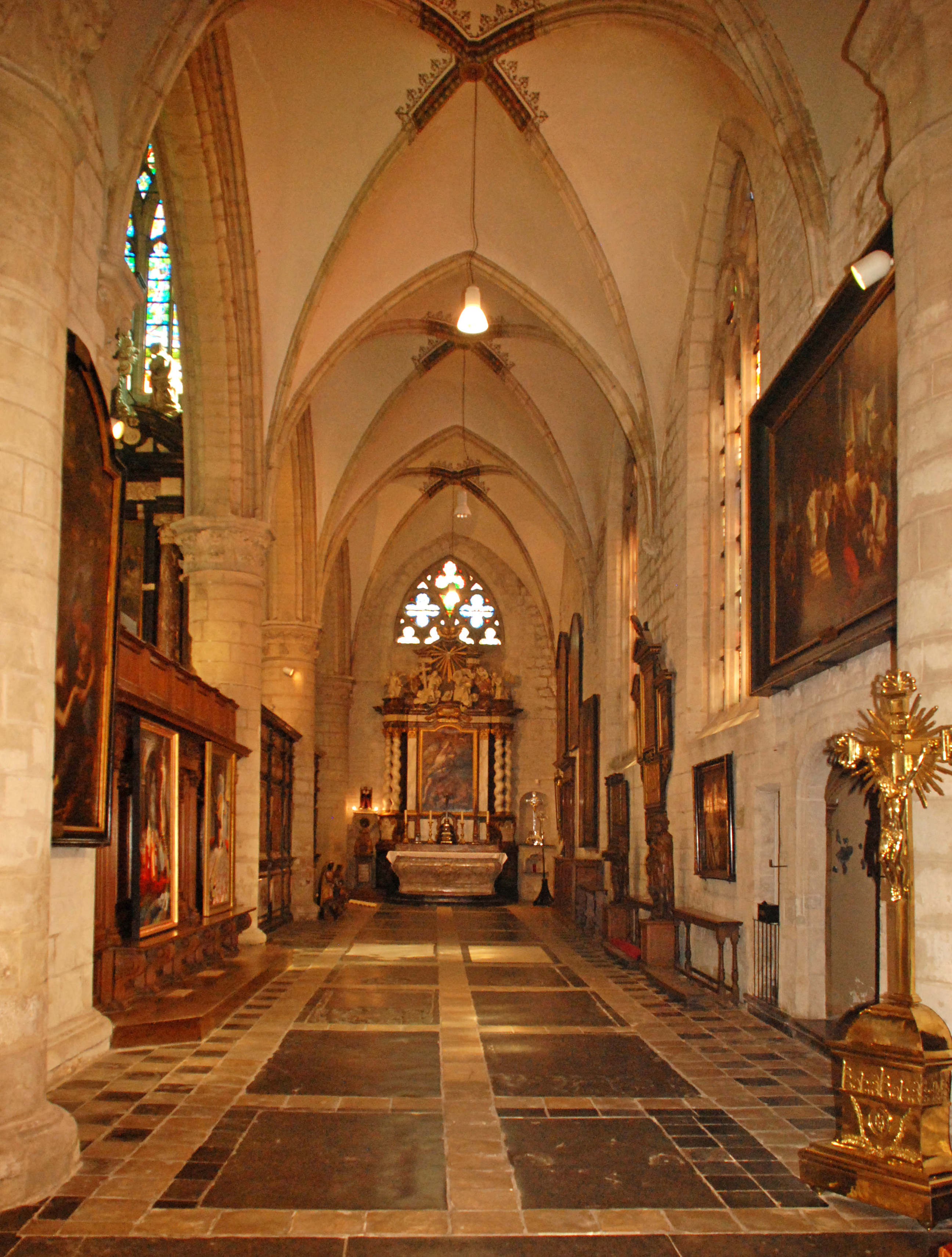
Le chœur sud (chœur Saint-Quentin).
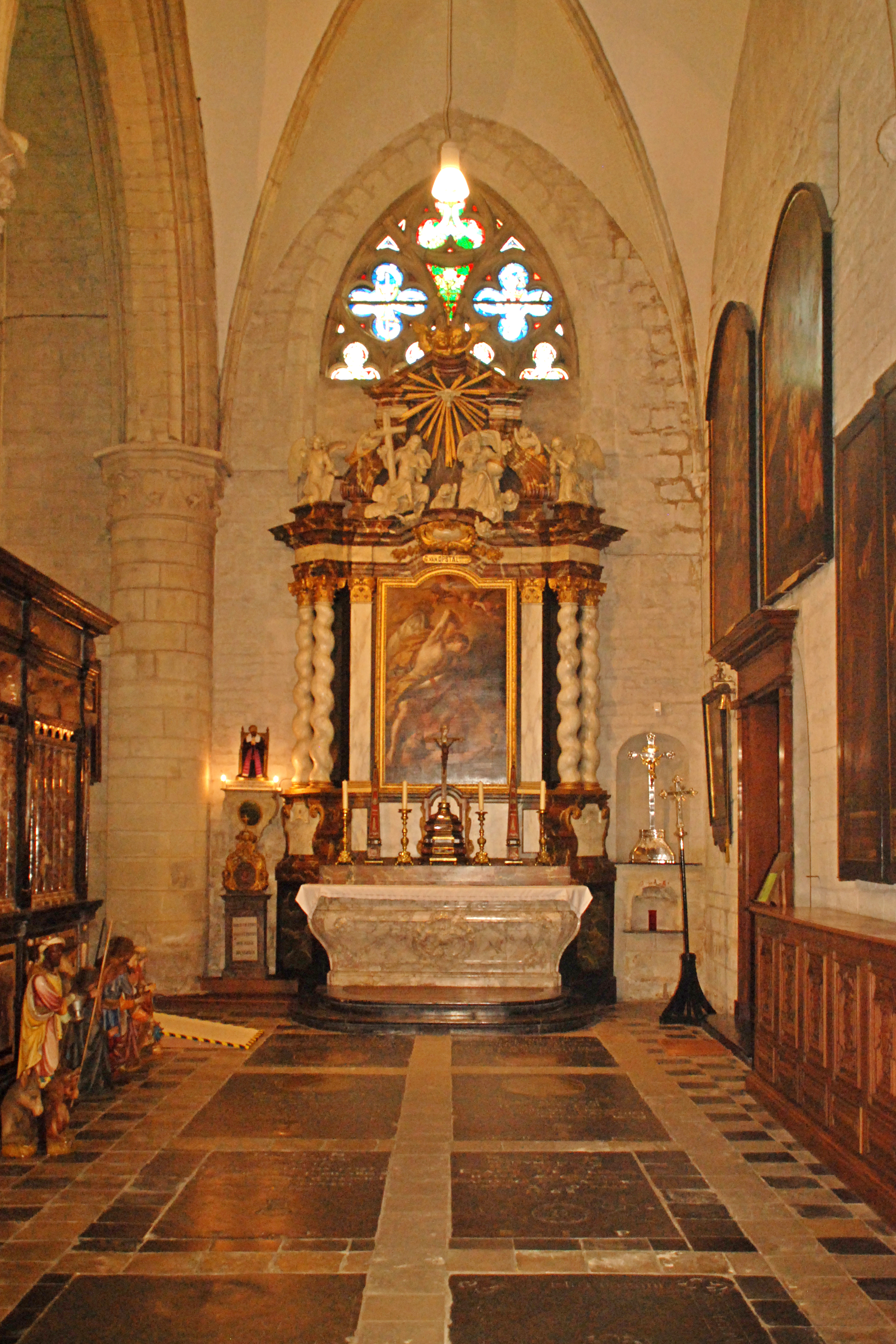
L'autel du chœur sud.

#### Collatéraux
Les collatéraux sud et nord sont très dissemblables. Le collatéral nord est un simple collatéral alors que le collatéral sud est élargi par trois vastes chapelles transversales, très lumineuses.
La première chapelle à partir de l'entrée principale, à l'ouest, abrite les remarquables fonts baptismaux romans décrits plus loin dans la section « Patrimoine » et dans un article séparé.
La troisième chapelle, adjacente au croisillon sud du transept, abrite un bel autel consacré à Notre-Dame des sept Douleurs (Onze-Lieve-Vrouw van Zeven Weeën) et à sainte Barbe (Heilige Barbara). Cet autel, réalisé en 1668 par Mathieu van Beveren (auteur par ailleurs de la chaire de vérité), n'est pas fait de marbre mais de bois marbré et doré.

Le collatéral sud et ses chapelles latérales
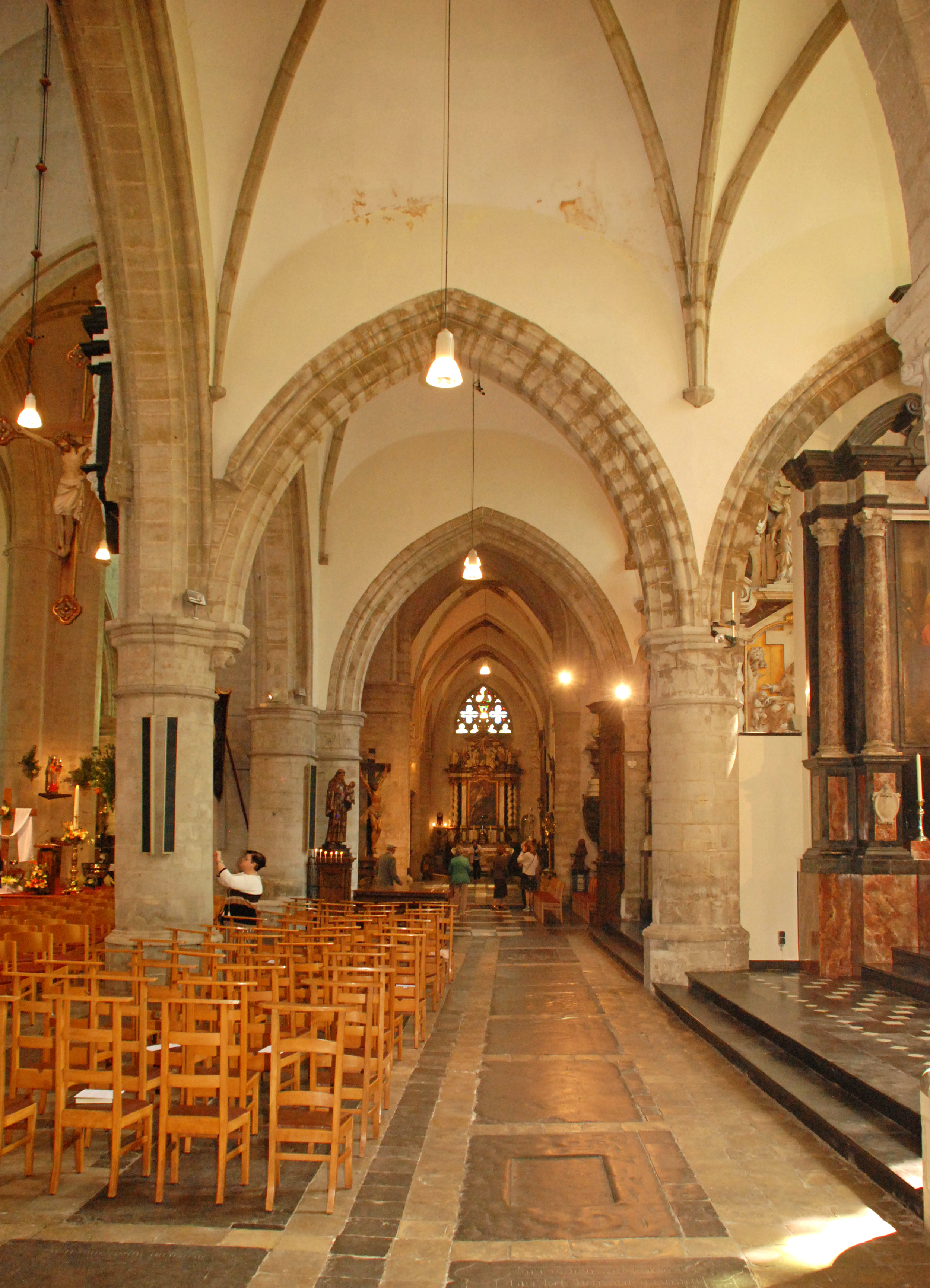
Le collatéral sud.
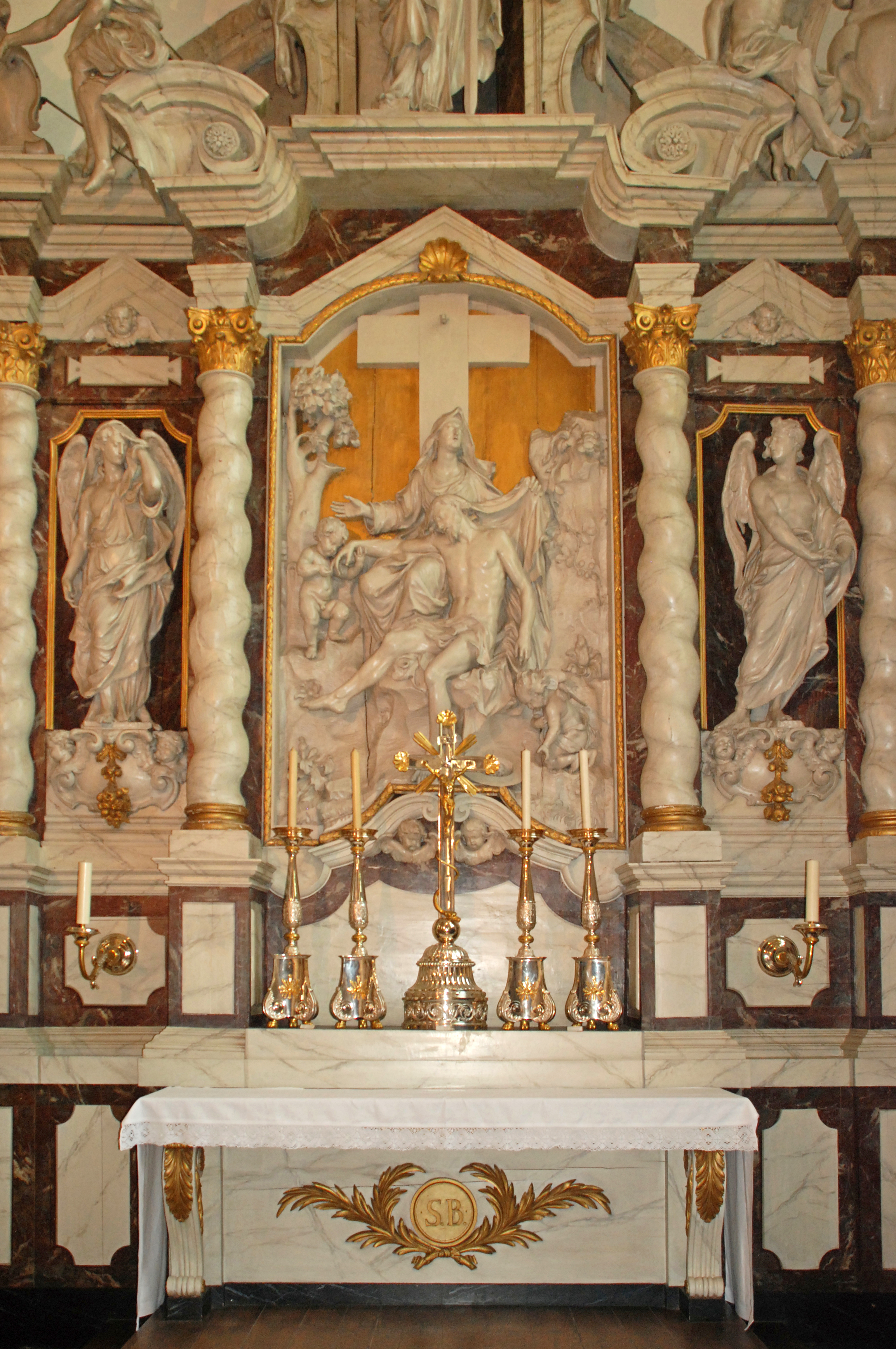
Autel de Notre-Dame des sept Douleurs.
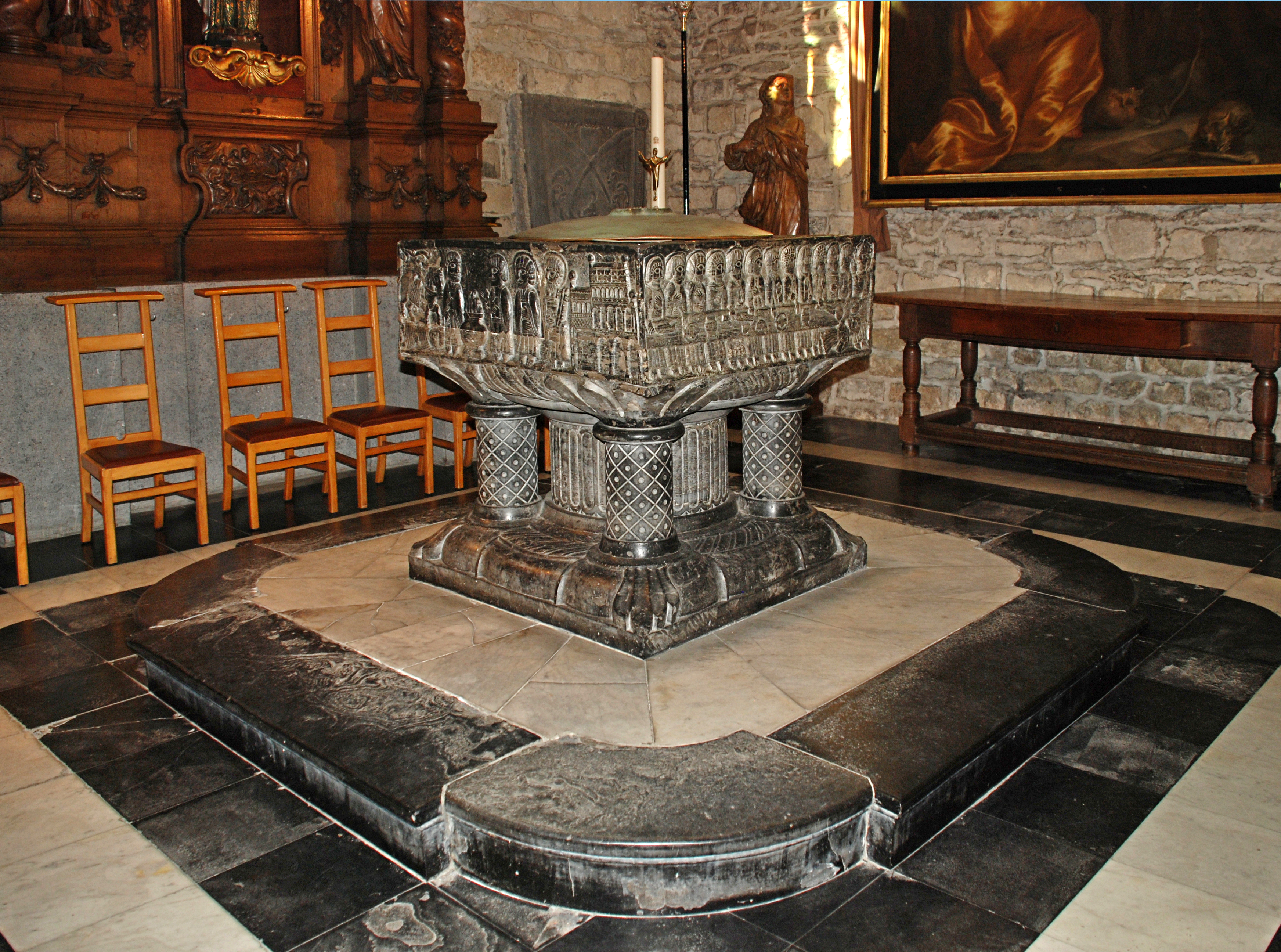
Fonts baptismaux romans.

## Patrimoine

### Fonts baptismaux romans
Les fonts baptismaux romans en pierre de Tournai du XIe siècle constituent la pièce maîtresse du patrimoine de l'église, et sa plus ancienne œuvre d'art,,,,.
Cette œuvre est la seule pièce qui subsiste de la décoration de l'église romane d'origine,. Cette pièce est une des plus importantes de ce type en Belgique et peut se comparer aux fonts baptismaux de Zedelgem près de Bruges, à ceux de Saint-Venant dans le nord de la France et à ceux de la cathédrale de Winchester.
Les panneaux latéraux de ces fonts baptismaux sont ornés de bas-reliefs représentant la Cène, la conversion et l'intégration de saint Paul dans la communauté des apôtres, l'Agneau de Dieu entre deux colombes, et, enfin, des chimères, des animaux fantastiques, voire des démons,.
Les fonts ont été restaurés en 1858-1860 par J.B. De Pauw selon les plans de l'architecte Louis Roelandt de Gand, avec ajout d'un piédestal.

Fonts baptismaux romans
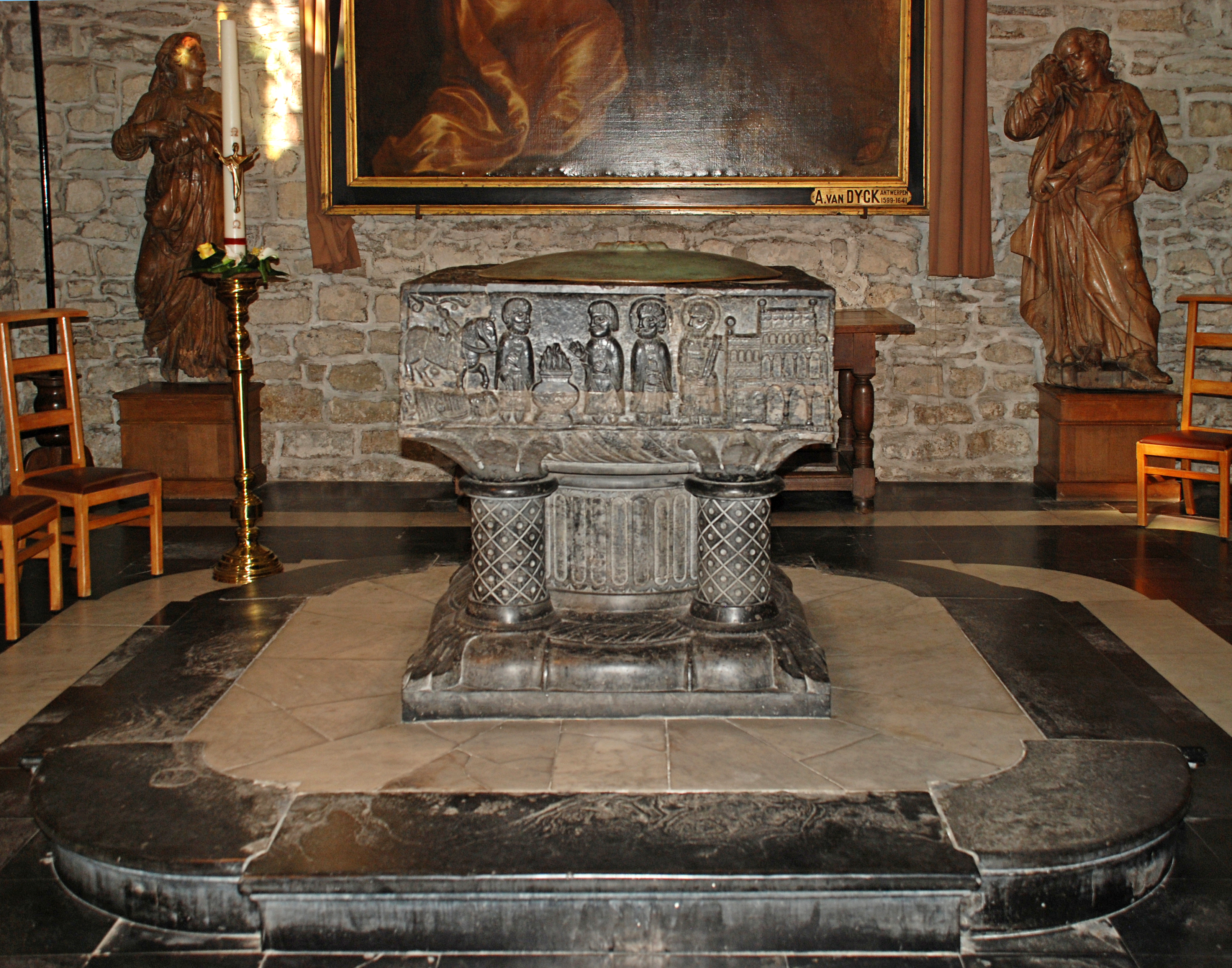
Vue globale.
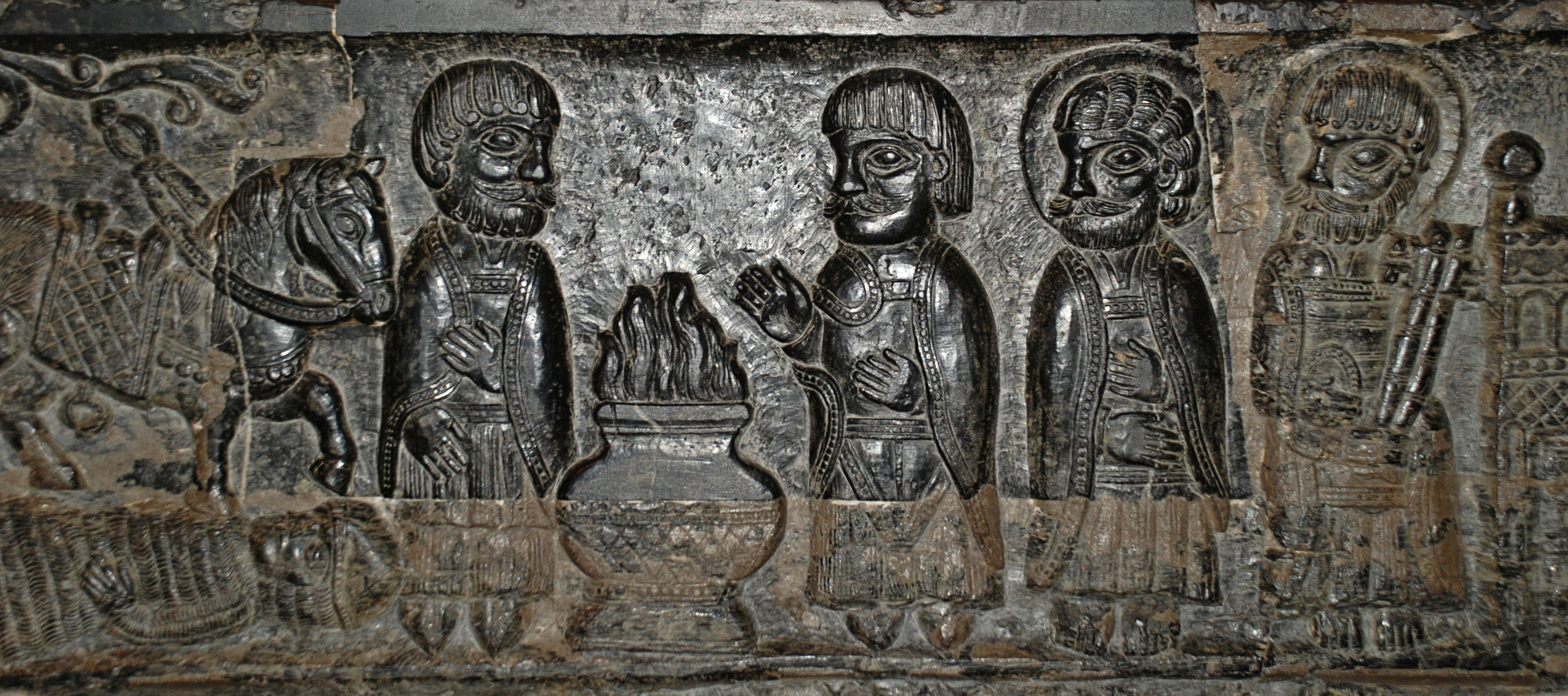
Conversion et intégration de Paul dans la communauté des apôtres..
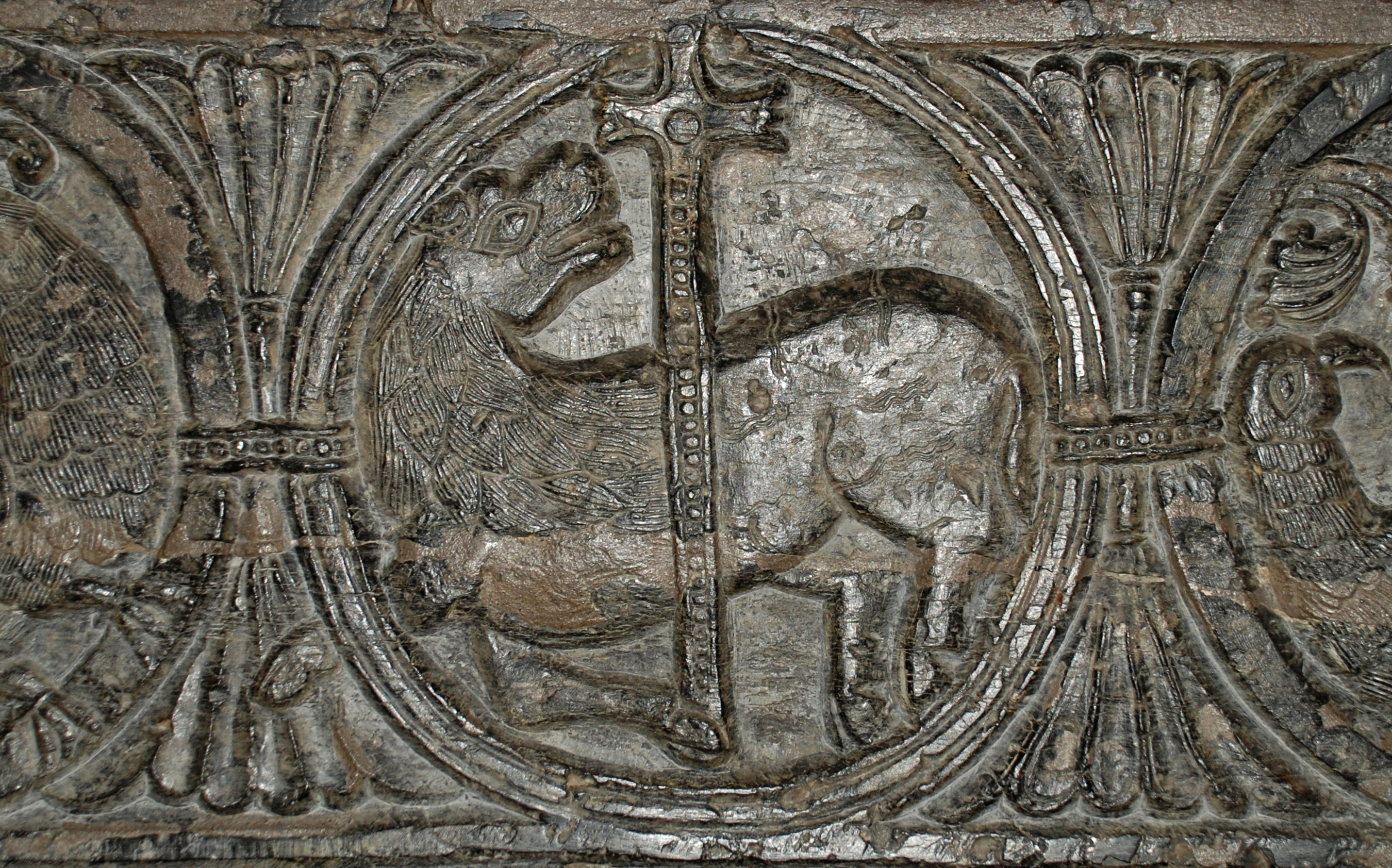
L'Agneau de Dieu.

### Chaire  de vérité
Au milieu de la nef, du côté gauche, se dresse une chaire de vérité en chêne de style baroque, réalisée en 1681-1684 par le sculpteur Mathieu van Beveren, d'Anvers.
La chaire, à laquelle un double escalier donne accès, est surmontée d'un abat-voix orné de la représentation du Saint-Esprit entouré de rayons de lumière.
Sa cuve, portée par trois anges qui piétinent un incroyant, est décorée des bustes de Notre-Dame, du Christ et de Dieu le Père, surmontés d'une frise d'oves. Elle est ornée de chérubins, aux angles et sous les bustes.
La chaire a été déplacée, restaurée et modifiée en 1859, et pourvue d'un nouvel abat-voix.

La chaire de vérité
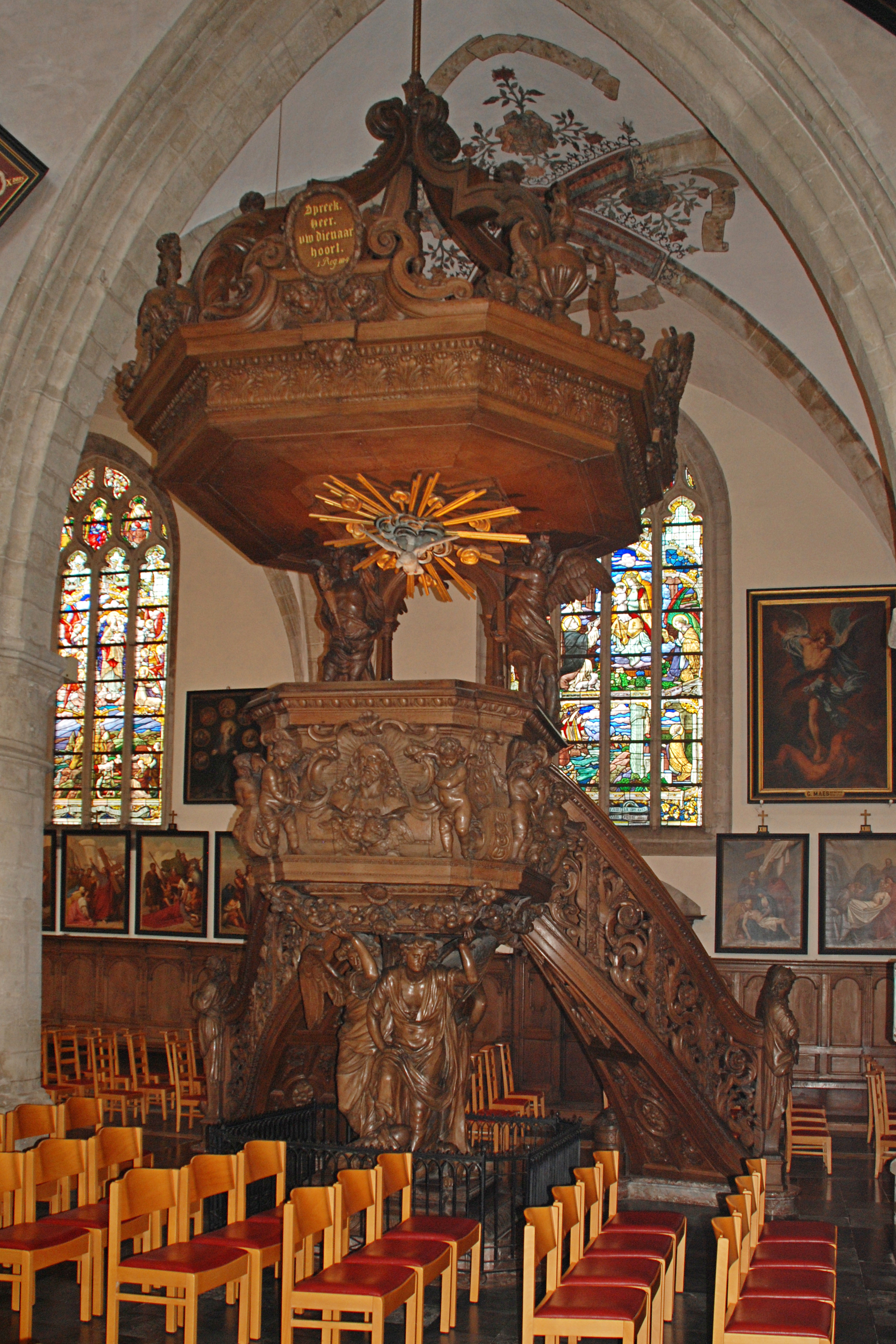
La chaire.
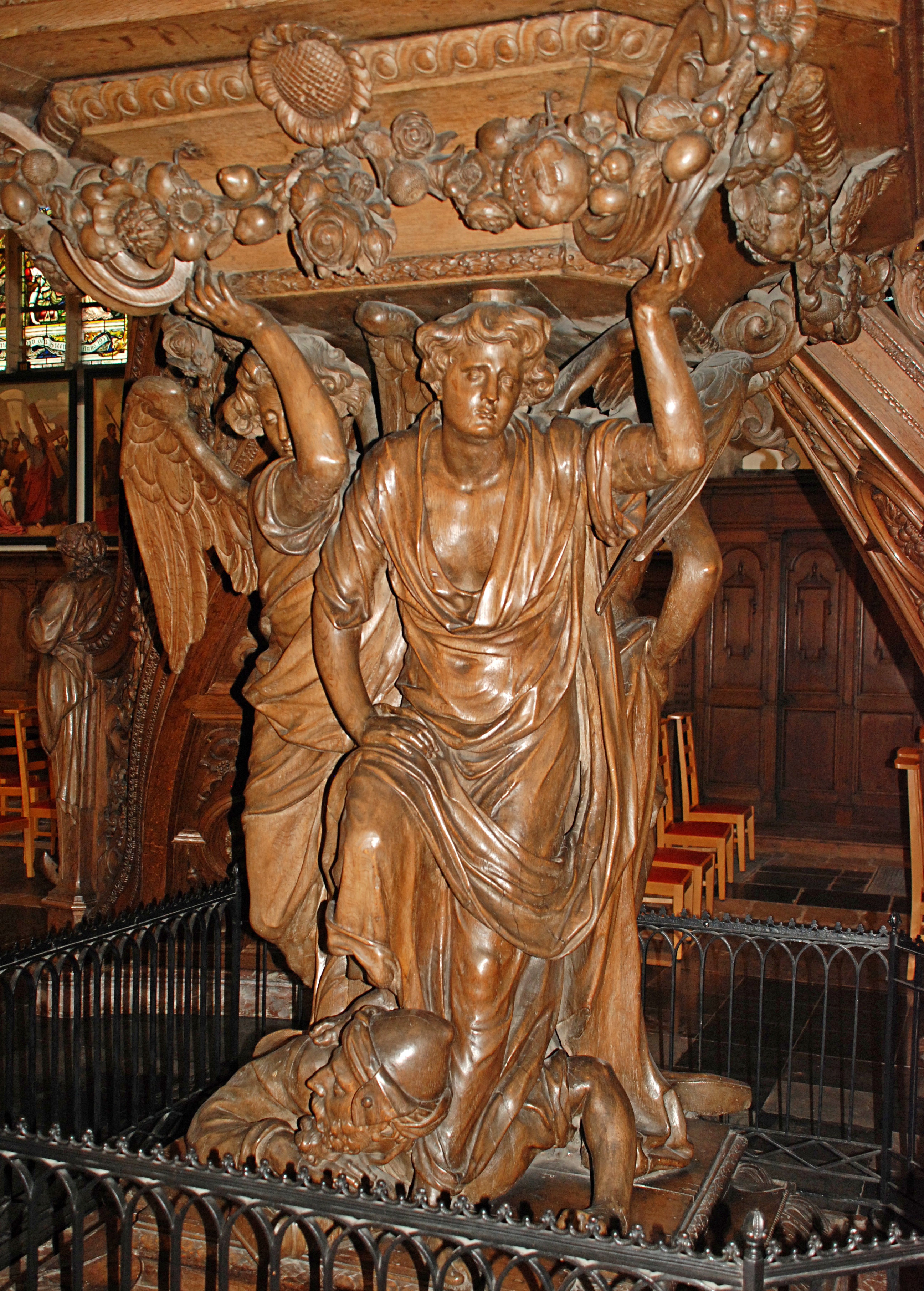
Les anges.
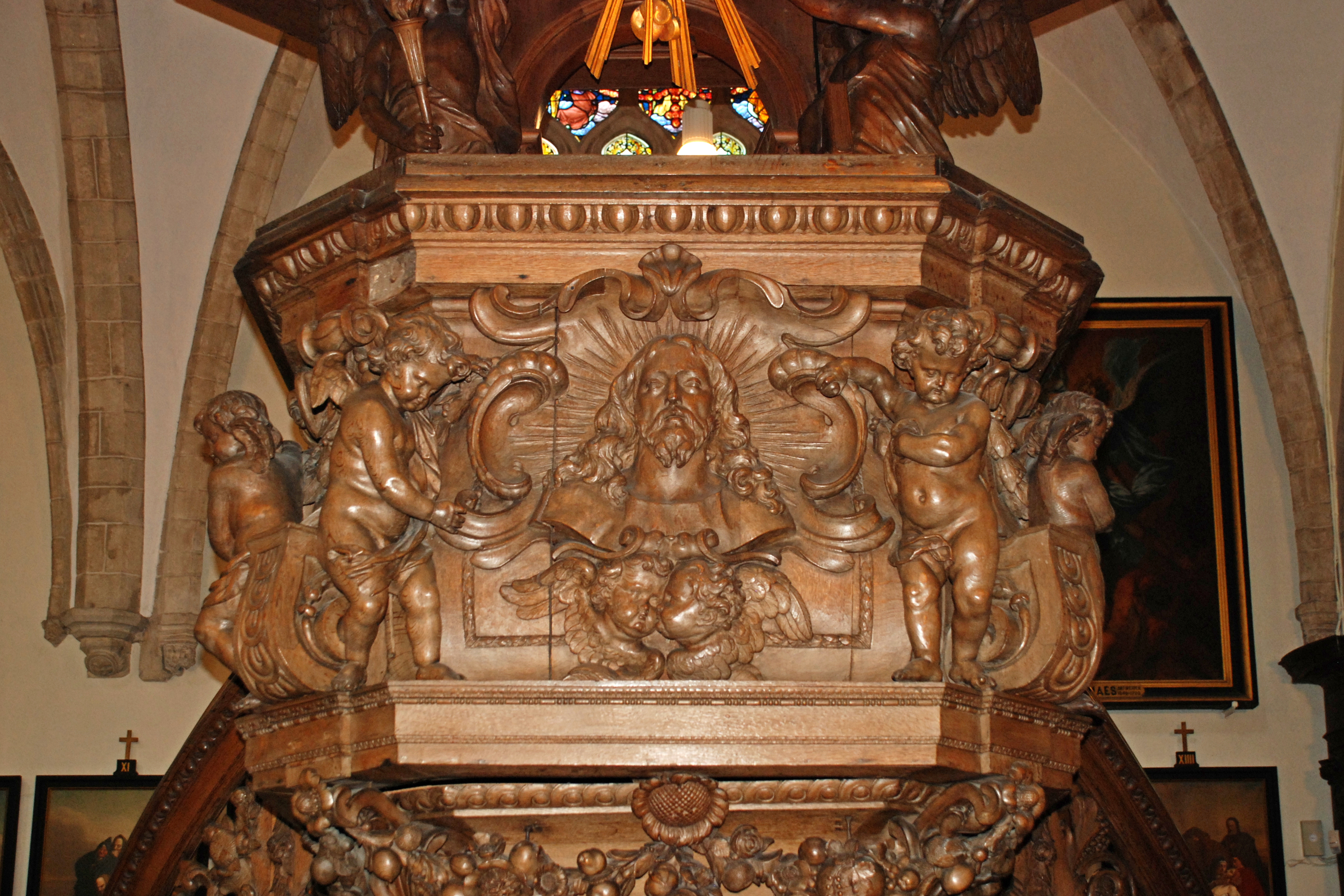
La cuve.
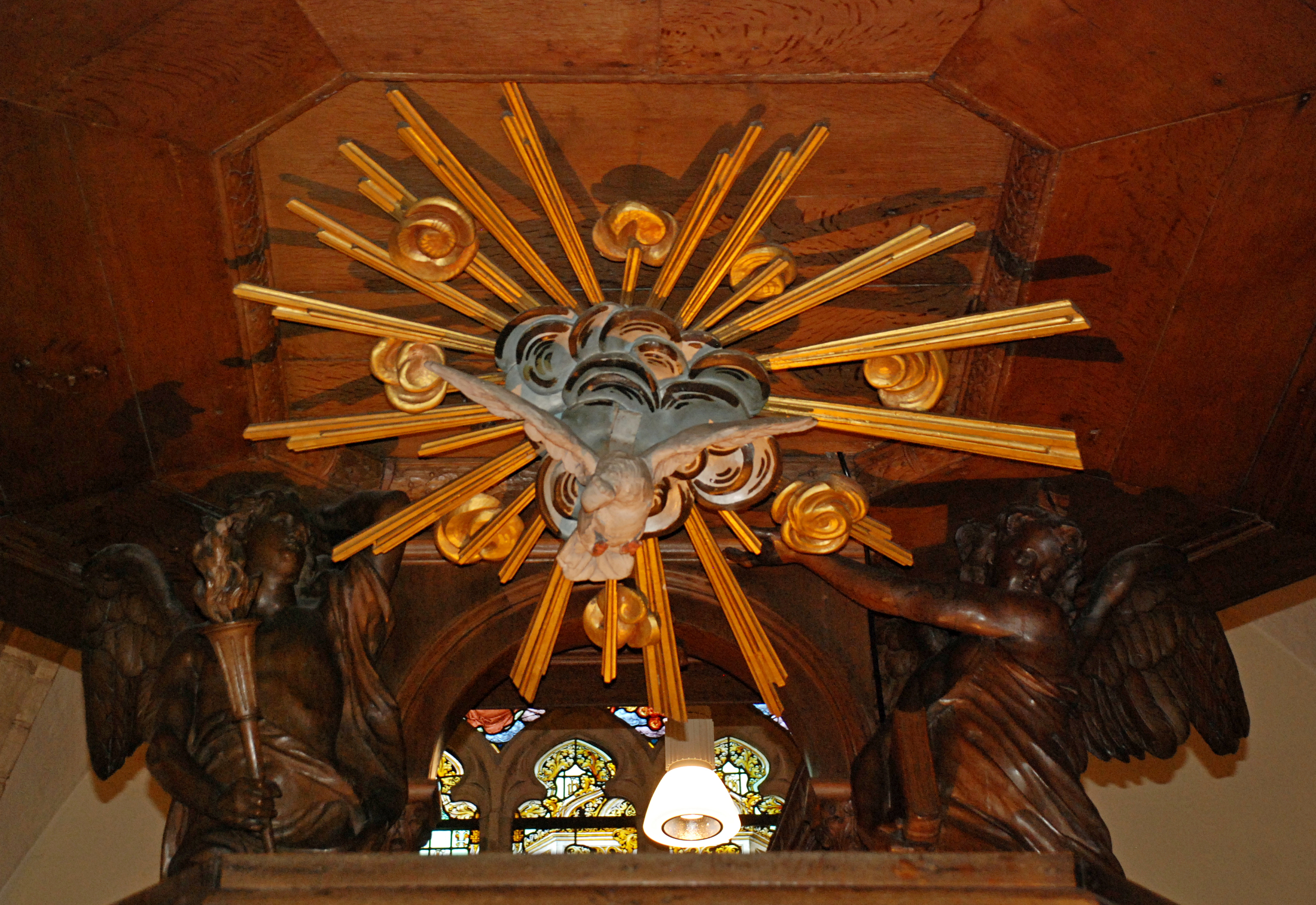
Le Saint-Esprit.

### Tableaux
L'église recèle de nombreuses toiles de valeur : des toiles du peintre flamand Antoine van Dyck (un  Calvaire et L'Adoration des Bergers), des toiles de Gaspard de Crayer (La Vierge adorée par des Saints, Ascension de Marie et Les Pestiférés) et des toiles de David Teniers l'Ancien,,.

### Déploration du Christ
Une petite chapelle latérale donnant sur le chœur latéral sud (chœur Saint-Quentin, Sint-Kwintenskoor) abrite une belle Déploration du Christ en bois polychrome, de style Renaissance tardive datant de 1618, avec dans le fond des peintures néogothiques de 1857.
Le Christ étendu est entouré de la Vierge, de l'apôtre Jean, de Joseph d'Arimathie et des trois Marie (Marie mère de Jacques, Marie Madeleine et Marie-Salomé).
En contrebas de la scène, six angelots présentent les instruments de la Passion, soit de gauche à droite : l'éponge imbibée de vinaigre au bout d'une branche, les clous, la colonne, la croix, un marteau et la lance du centurion.

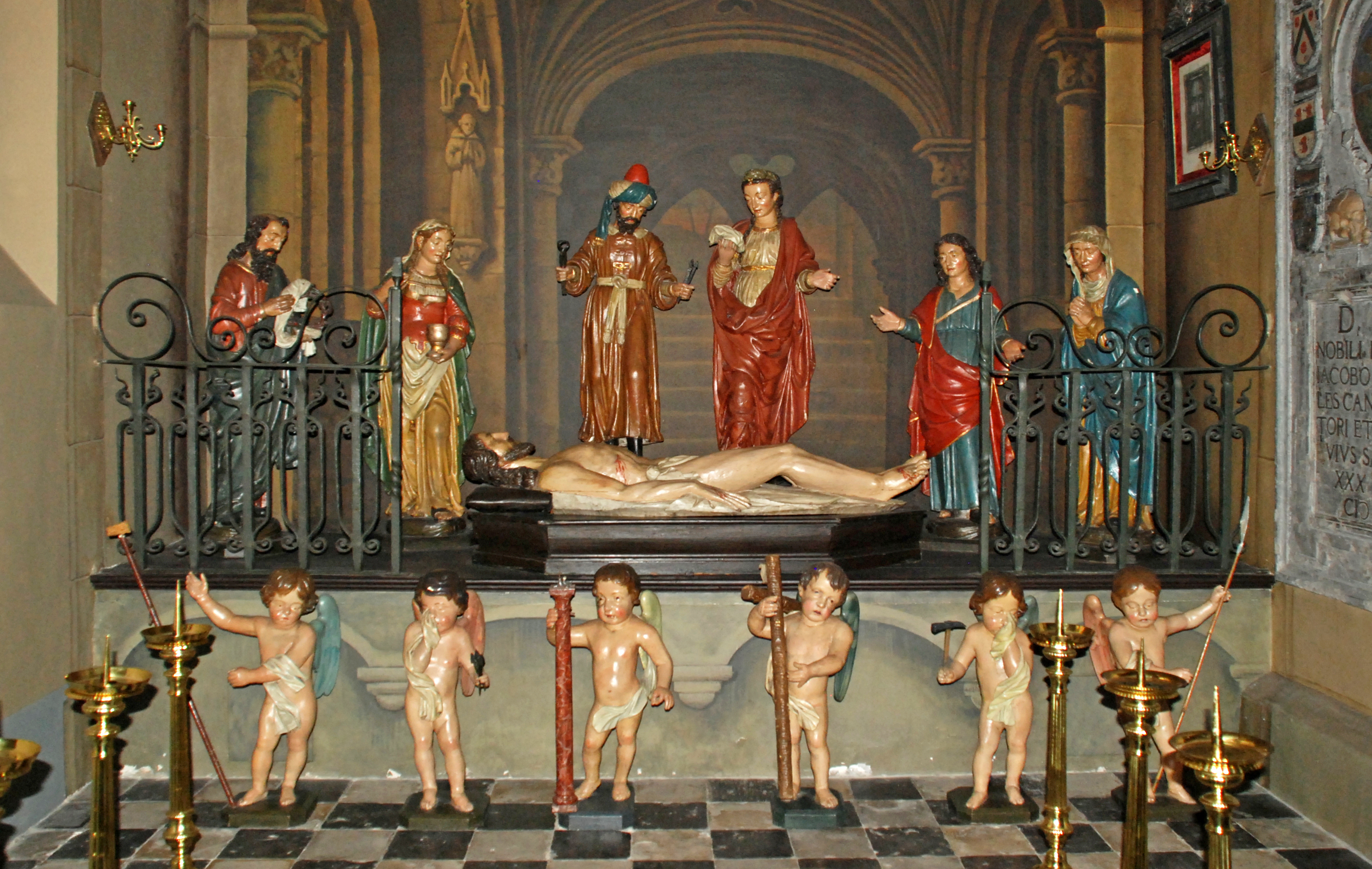
Déploration du Christ en bois polychrome.

## Ancien cimetière paroissial
Jusqu'en 1784, le cimetière de la paroisse était situé autour de l'église.
On peut encore apercevoir plusieurs pierres tombales en pierre bleue (petit granit) posées contre la façade sud. Certaines de ces dalles funéraires sont ornées d'un blason central composé d'un écu, d'un heaume, d'un cimier et de lambrequins, et de blasons plus petits disposés latéralement.

Pierre tombales
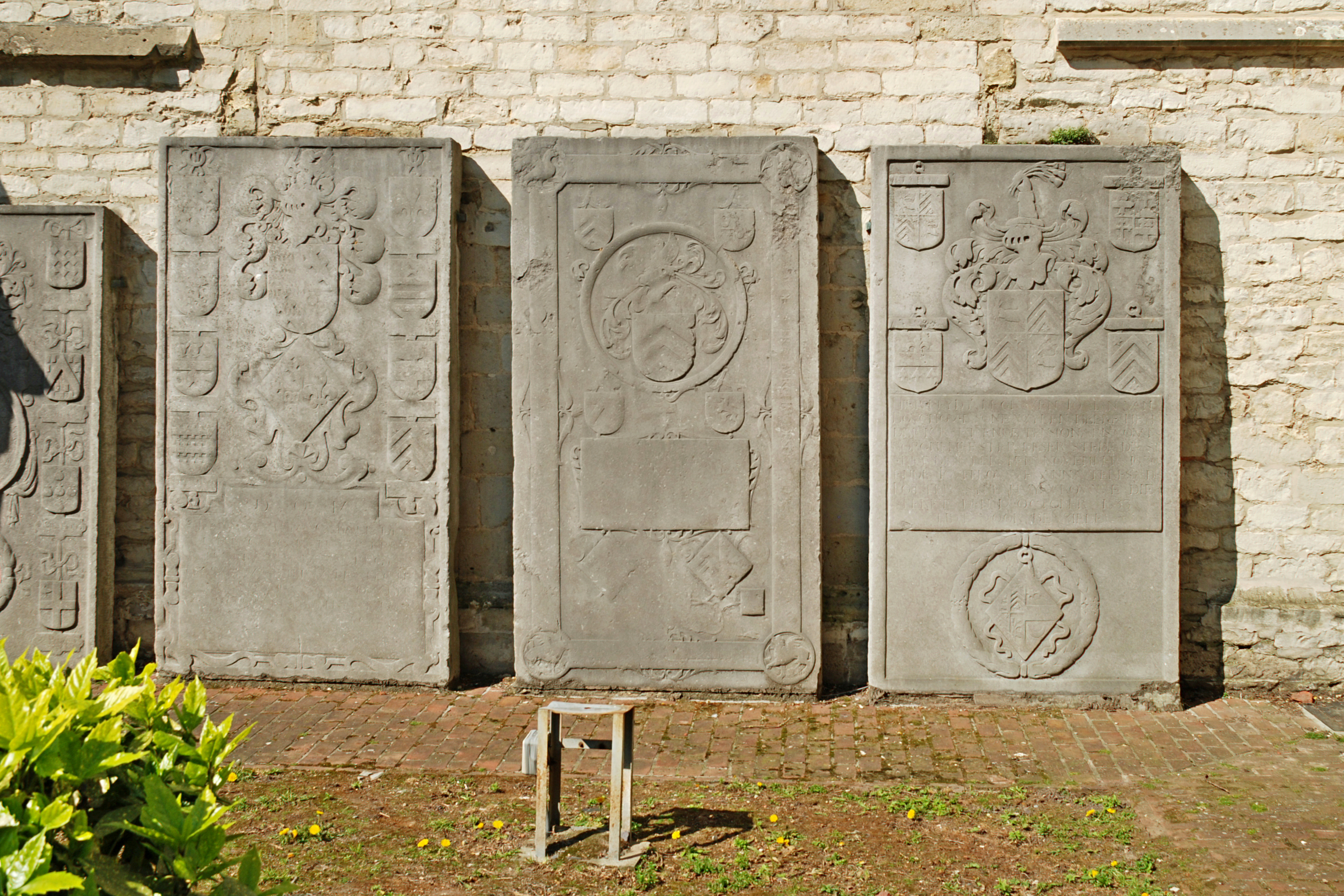
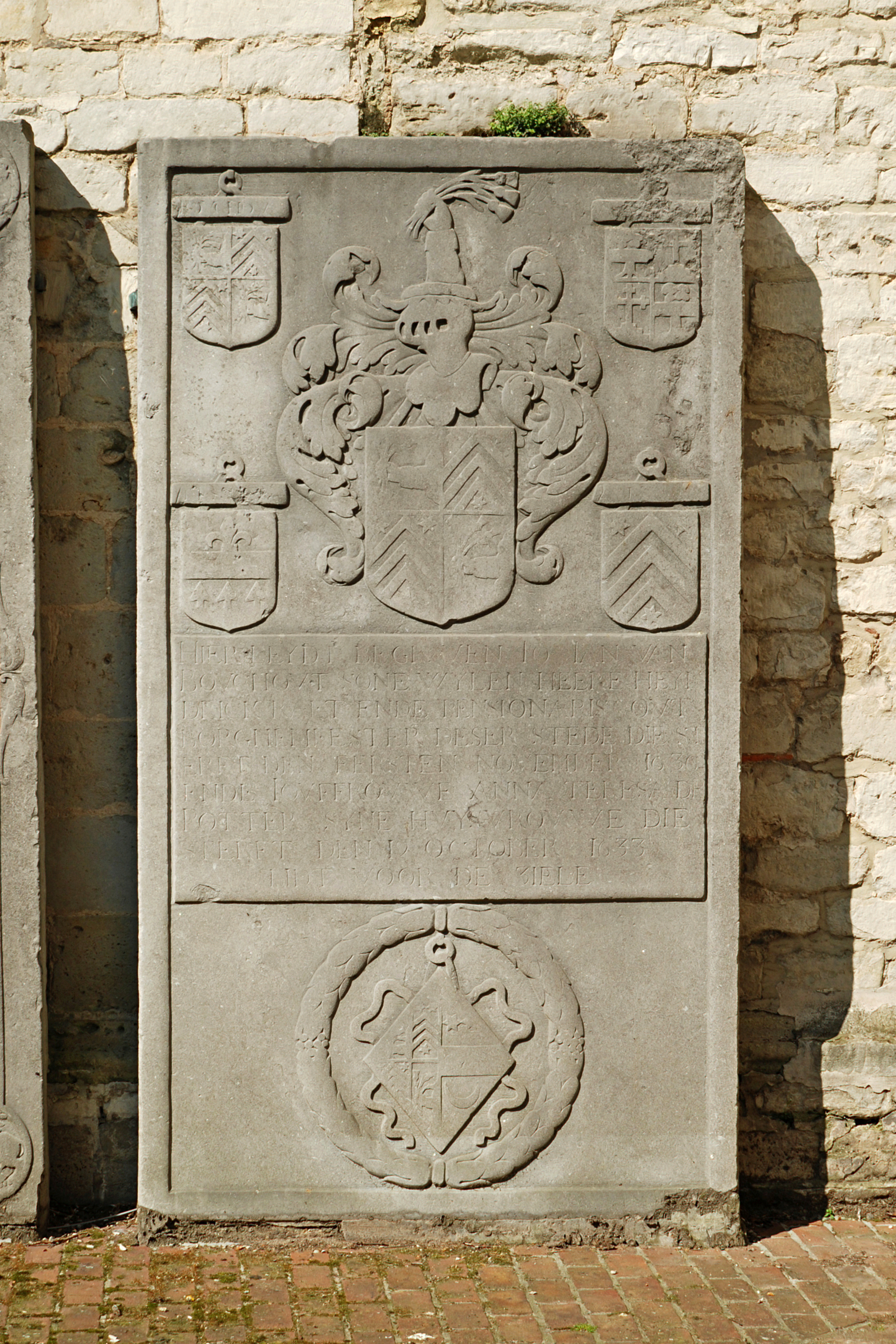
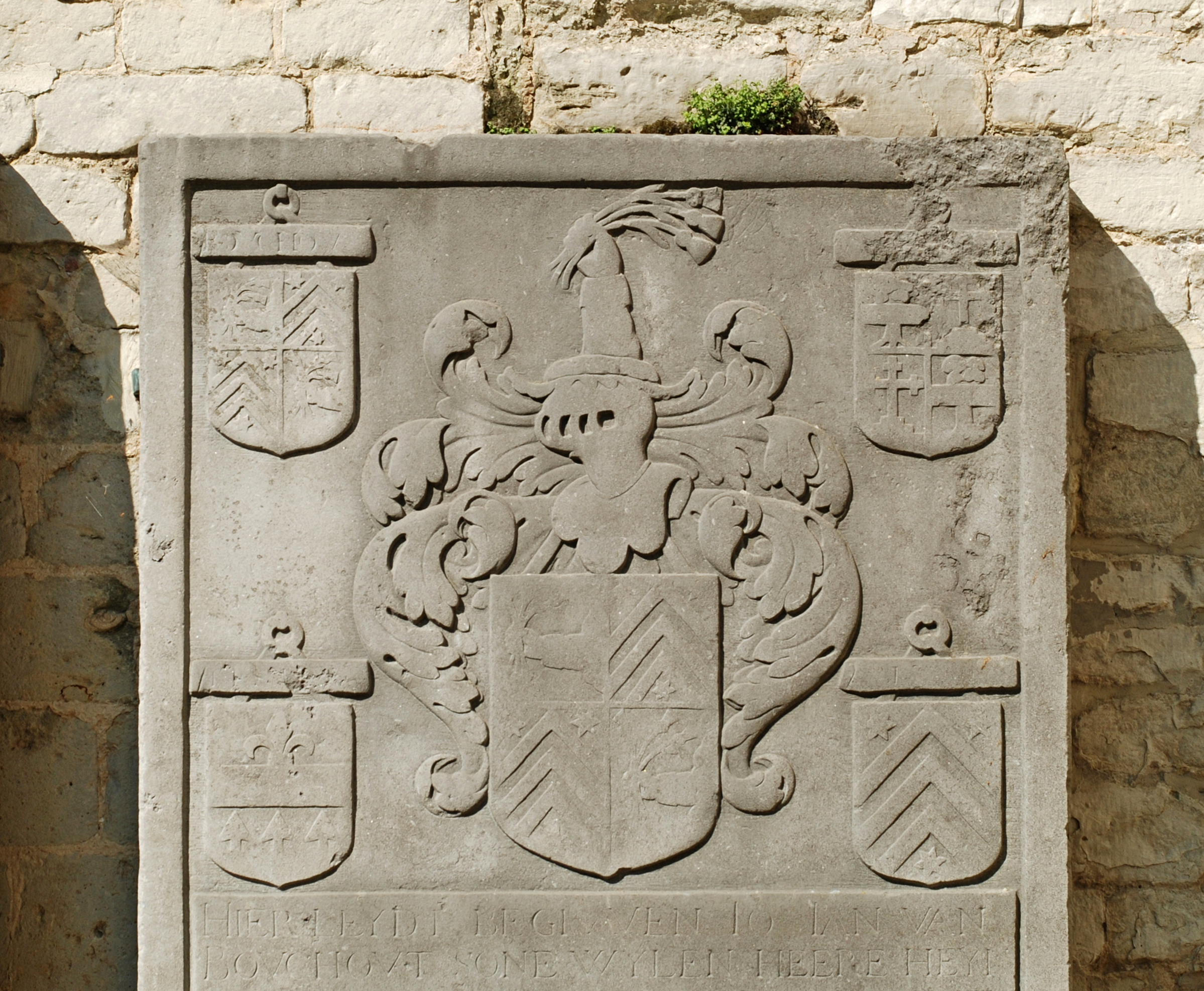